# Huguenot

Territoires contrôlés par les protestants lors des guerres de Religion (1562-1598) sur les frontières en 1685.
huguenots (calvinistes/réformés)
zone contestée
catholiques
luthériens (Alsace)

Les huguenots sont les protestants des royaumes de France et de Navarre pendant les guerres de Religion (1562-1598), au cours desquelles ils s'opposaient aux catholiques. À partir du XVIIe siècle, les huguenots sont appelés religionnaires dans les actes royaux, qui appellent le protestantisme « la religion prétendue réformée ».
Le mot « huguenot » est également attaché aux protestants émigrés hors de France à la suite des troubles religieux ou des persécutions, d'abord lors du « premier Refuge », dans les années 1560— avec un maximum après la Saint-Barthélemy —, puis lors d'une deuxième vague, déclenchée le 18 octobre 1685 par la révocation de l'édit de Nantes et les dragonnades. 200 000 à 300 000 personnes, quittent alors la France. Une troisième vague d'émigration a lieu au moment de la guerre de Succession d'Espagne (1701-1714).
Le terme « huguenot » qualifie parfois le refuge wallon : les protestants des Pays-Bas espagnols méridionaux (soit l'actuelle Belgique et le département français du Nord), férocement persécutés entre 1567 et 1585, se sont massivement réfugiés en Angleterre et aux Provinces-Unies (Pays-Bas actuels), où ils ont fondé les Églises wallonnes qui ont accueilli par la suite les réfugiés huguenots français.

## Lexicologie

### Étymologie

Villes réformées en 1685 (carte en espagnol)

Le mot huguenot apparaît en français au début du XVIe siècle dans les textes ou bien dans la correspondance du pouvoir royal, où ce sobriquet donné par les catholiques français a d'abord, comme celui de papiste ou de parpaillot, une signification péjorative avant que les protestants ne l'adoptent avec fierté dans un sens de supériorité. Il remplace celui de « luthérien », utilisé jusqu'alors, et désigne des calvinistes. Théodore de Bèze, proche collaborateur de Calvin, utilise ce sobriquet dans une lettre parlant du tumulte d'Amboise, écrite de Genève le 6 juin 1560, et propose une étymologie populaire évoquant un légendaire et hérétique roi « Hugonet ».

Cette hypothèse n'est plus retenue. De nombreuses recherches plus ou moins fantaisistes ont depuis tenté d'en trouver l'origine : de Hugues Capet, de la porte Hugon, à Tours, près de laquelle les protestants faisaient leur assemblée. L'Encyclopédie catholique propose cette étymologie : « À Tours, le roi Huguet était un terme générique pour désigner les fantômes qui viennent hanter les vivants, au lieu de faire leur temps au purgatoire. Comme les protestants sortaient la nuit, on commença à les appeler huguenots. Puis l'expression se propagea »,.

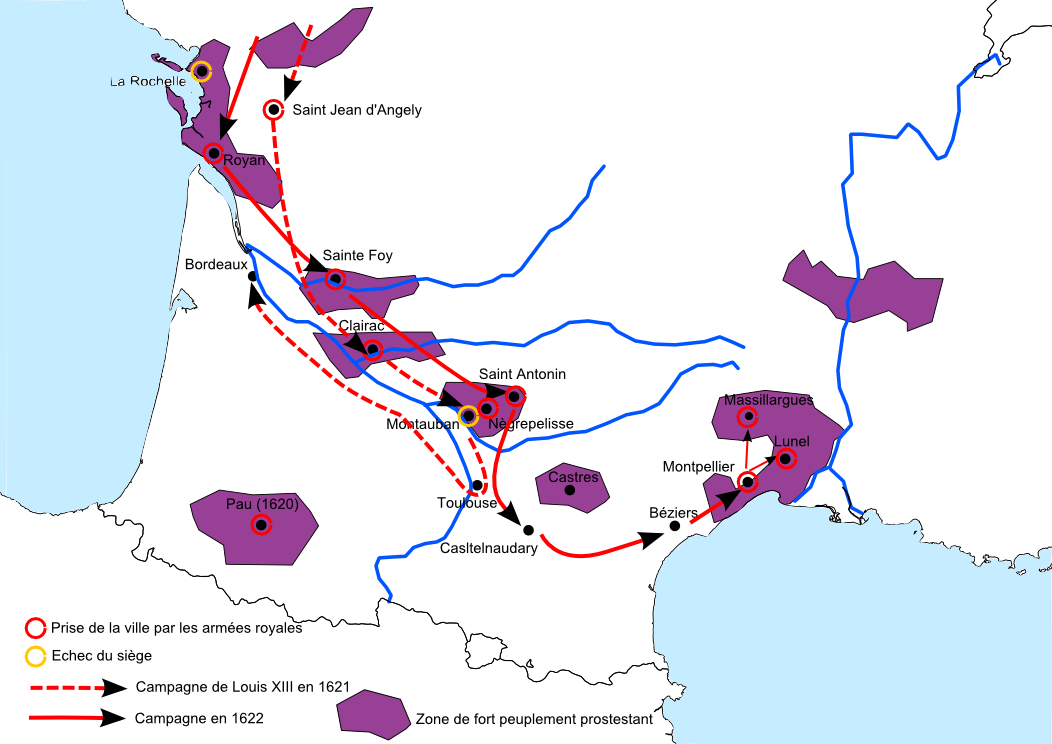
Campagnes de Louis XIII dans le Midi (1621-1622)

L'hypothèse qui a le plus de défenseurs considère que ce terme est issu du suisse alémanique Eidgenossen, signifiant « camarades liés par un serment » (membres d'une ligue) désignant des confédérés suisses (Eidgenossenschaft),, ou de la corruption de ce mot à Genève Eidgnots, utilisé aussi par les partisans des Guises. Dans une déclaration de 1562, le prince de Condé emploie les mots Aignos et Aignossen. Au sein du Petit-Conseil de Genève, Eidguenots fut le nom donné aux partisans des Cantons suisses, ceux du duc de Savoie étant les Mammelus, par analogie avec les Mamelouks.

### Un mot international

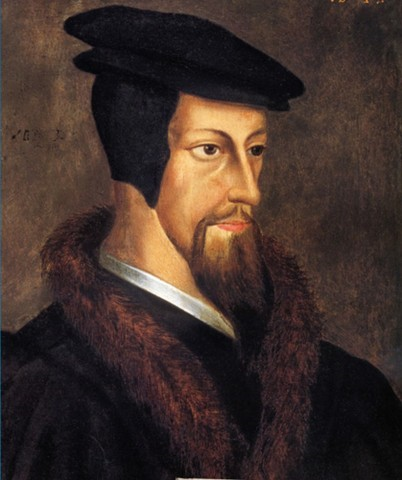
Jean Calvin.

En raison de l'émigration massive des protestants français, le mot huguenot est connu internationalement pour désigner les protestants français, mais aussi, particulièrement dans les pays du Refuge, émigré ou descendant d'émigré protestant français :
- les dictionnaires anglais connaissent deux sens au mot huguenot : un protestant français des XVIe et XVIIe siècles, ou un protestant français en général (ou relatif à l'église protestante française s'il s'agit d'un adjectif)[14] ;
- le dictionnaire allemand donne les deux significations suivantes au mot allemand Hugenotte : soit un calviniste de France, soit un descendant d'un calviniste français émigré de France à l'époque des persécutions[15] ;
- le dictionnaire néerlandais se borne à dire du mot néerlandais hugenoot qu'il « désigne depuis 1560 les protestants en France »[16] ;
- en espagnol, hugonote est défini comme « un Français qui suit la doctrine de Calvin »[17].

## Symboles

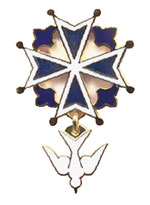
La croix huguenote

### La croix huguenote
Les protestants français restent très attachés à la croix huguenote. Ressemblant de très près à la décoration française de l'Ordre du Saint-Esprit, elle est apparue dans des conditions mystérieuses, sans doute à Nîmes. Chargée de symboles, elle regroupe une croix de Malte boutonnée, qui évoque la croix du Languedoc, quatre fleurs de lys formant en creux un cœur entre chacune des branches de la croix, et enfin un symbole du Saint-Esprit, soit un petit oiseau soit "une larme" (censée représenter une langue de feu). Elle reste au début du XXIe siècle un signe de reconnaissance discret entre protestants et un bijou qu'ils prisent.

### La marguerite

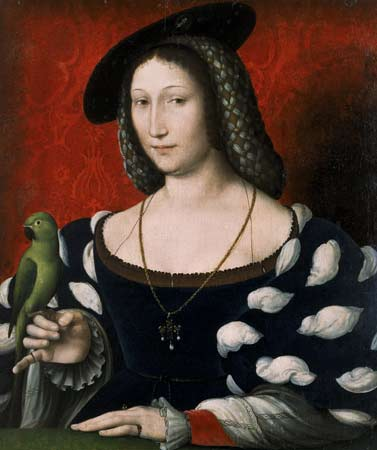
Marguerite de Valois-Angoulême

Les huguenots réfugiés aux Amériques adoptèrent en l'honneur de Marguerite d'Angoulême une marguerite comme symbole, c'est-à-dire huit pétales en étoile, réminiscence des huit béatitudes du martyre évoquées dans le Sermon sur la Montagne,.

### L'écharpe ou le panache blanc
Durant les guerres de Religion, les partisans d'un camp ou de l'autre se reconnaissaient à l'étendard du régiment de leur parti. La coutume militaire était de les cravater d'une écharpe distinctive. La Ligue portait une cravate verte, couleur que le pape avait donnée à l'occasion de la conférence de Gisors le 13 janvier 1133 aux Flamands partant en croisade. Elle était revenue à l'Espagne, championne du catholicisme Ferdinand d'Aragon et Isabelle la Catholique ont donné à Christophe Colomb un étendard à la croix verte.
De même, les ducs de Guise, feudataires de l'Empire et champions de la Ligue, portaient de sinople leur croix de Lorraine. Les huguenots mirent à la bataille d'Ivry une cravate blanche aux étendards. Le blanc étant la couleur du roi, c'était une surenchère légitimiste, qui ajouta à la confusion, les ligueurs portant ce jour-là la même couleur. Par la suite, les huguenots portèrent durant les combats, en plus de l'écharpe blanche, une casaque blanche. L'enseigne « nette » resta celle de Coligny. L'expression prêtée à Henri IV « Ralliez-vous à mon panache blanc ! » était une invitation adressée aux partisans huguenots à se rallier à leur ancien chef de guerre converti, aux catholiques à renoncer au parti espagnol et aux deux à la paix.

## Prédécesseurs

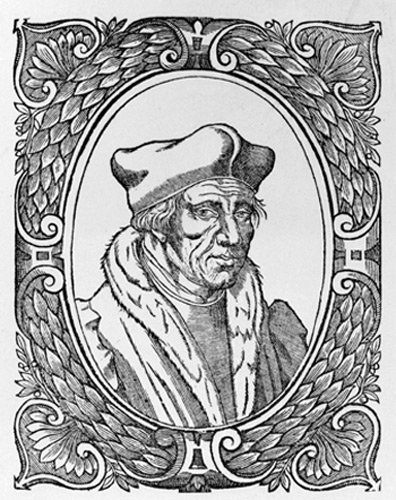
Jacques Lefèvre d'Étaples

Les catholiques gallicans et réformistes, dits « évangéliques », comme Jacques Lefèvre d'Étaples, furent parmi les prédécesseurs des huguenots. Ils suivirent le mouvement débuté par Martin Luther en Saxe et formèrent les Églises réformées en France, appelées dédaigneusement « religion prétendue réformée » dans les textes officiels.
Les vaudois furent d'autres prédécesseurs des huguenots, avec lesquels ils ont décidé de fusionner en 1532 lors du synode de Chanforan, dans les Alpes italiennes. Les vaudois, comme les protestants après eux, critiquaient l'idolâtrie, le culte de la Vierge, l'enrichissement d'une partie du clergé, accusé de mentir sur la religion pour pratiquer le commerce des indulgences, et prêchaient une religion respectant les écrits de l'Évangile, qu'ils incitaient les populations à lire dans leur propre langue. Les prédicateurs vaudois se déplaçaient de villages en villages avec une Bible manuscrite rédigée en provençal, cachée dans leurs vêtements.

## Persécutions en France

### Persécution des huguenots

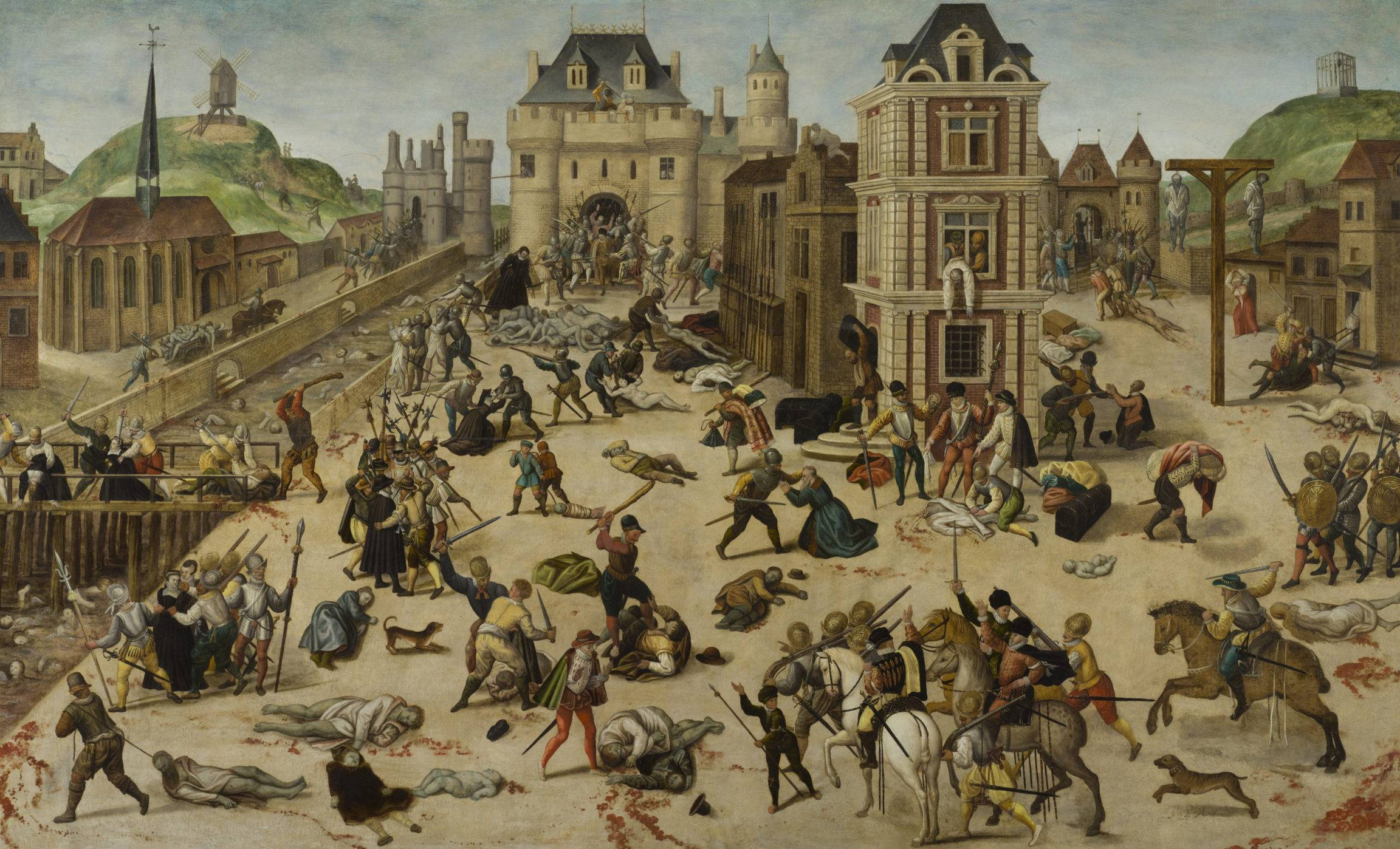
Le Massacre de la Saint-Barthélemy, de François Dubois, musée cantonal des Beaux-Arts de Lausanne.

Pour l'historien Patrick Cabanel, les traces de la persécution dont ils ont été victimes en France sont encore constitutives de l'identité même des huguenots : « le huguenot est le protestant par l'origine, le passé (de persécution), la formation intellectuelle, voire psychologique (le fait minoritaire) ». Ce poids de l’histoire est particulier au protestantisme français en Europe, victime de persécutions « déchaînée[s] contre lui par l’un des plus puissants États du temps », qui n'a connu d'équivalent en Europe qu'à l'encontre des Covenanters écossais, ou, au XXe siècle, contre les baptistes dans l’URSS stalinienne ».

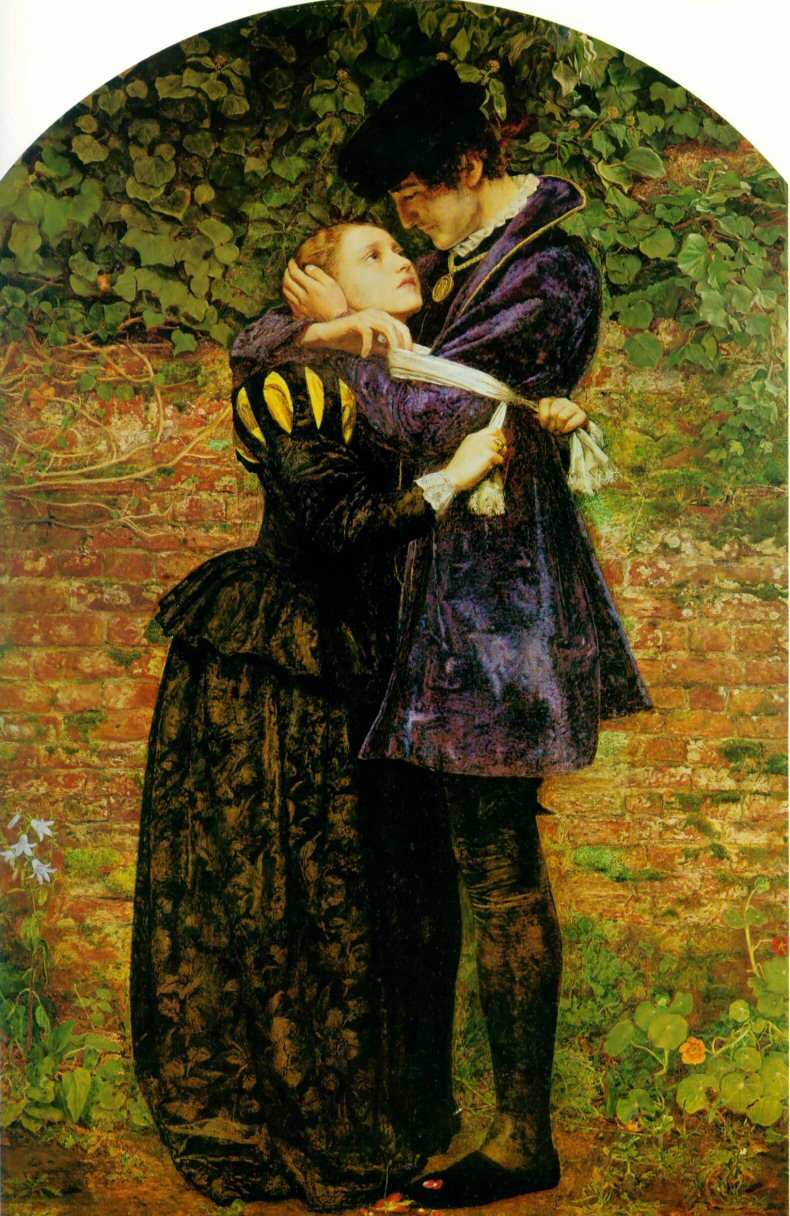
Un huguenot, le jour de la Saint-Barthélemy, qui refuse de se protéger du danger en portant le signe catholique.

En France, les huguenots ont connu durant près d'un siècle de vives persécutions. La mise en place s'est faite tout d'abord par les dragonnades dans les années 1680. Puis l'influence de l'Église catholique a été telle que l'État, dirigé par Louis XIV, a officialisé la persécution par la révocation de l'édit de Nantes en 1685. Dès lors, la répression fut d'autant plus sévère. Torturés, emprisonnés et mis au ban de la société, de nombreux huguenots ont été obligés de fuir (on compte plus de 200 000 exilés) dans des terres étrangères plus hospitalières (selon le principe cujus regio, ejus religio). L'Angleterre, la Hollande, la Suisse et les États protestants du Saint-Empire romain germanique (Palatinat, Brandebourg, Wurtemberg, Hesse, par exemple) et plus tard États-Unis et l'Afrique du Sud sont des exemples des pays du « Refuge ».
La France a perdu un grand nombre de ses meilleurs ouvriers et industriels. Pourtant, la persécution a continué, ce qui déclencha la guerre des Cévennes, une guérilla menée par un petit peuple, désormais privé de pasteurs. La tolérance ne fut rétablie qu'en 1787, avec l'édit de tolérance de Louis XVI, marquant ainsi l'arrêt de la persécution des huguenots, puis, en 1789, la Révolution française accordant la liberté de religion. La publication des « articles organiques » par Napoléon Bonaparte en 1801 confirme la liberté de religion : le catholicisme ne sera plus religion d'État mais sera reconnue comme celle « de la majorité des Français ».

### Les dragonnades

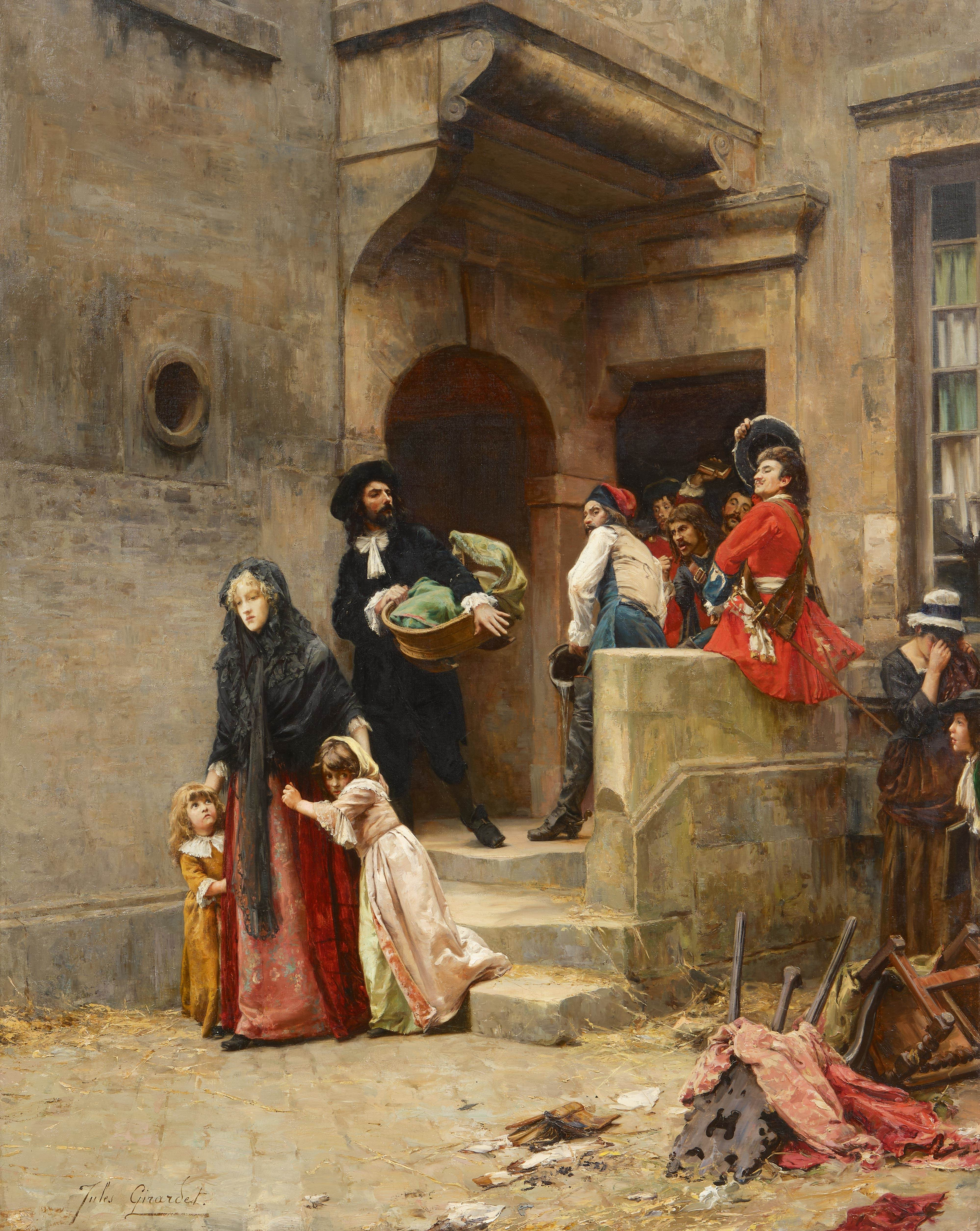
"Dragonnades", Jules Girardet

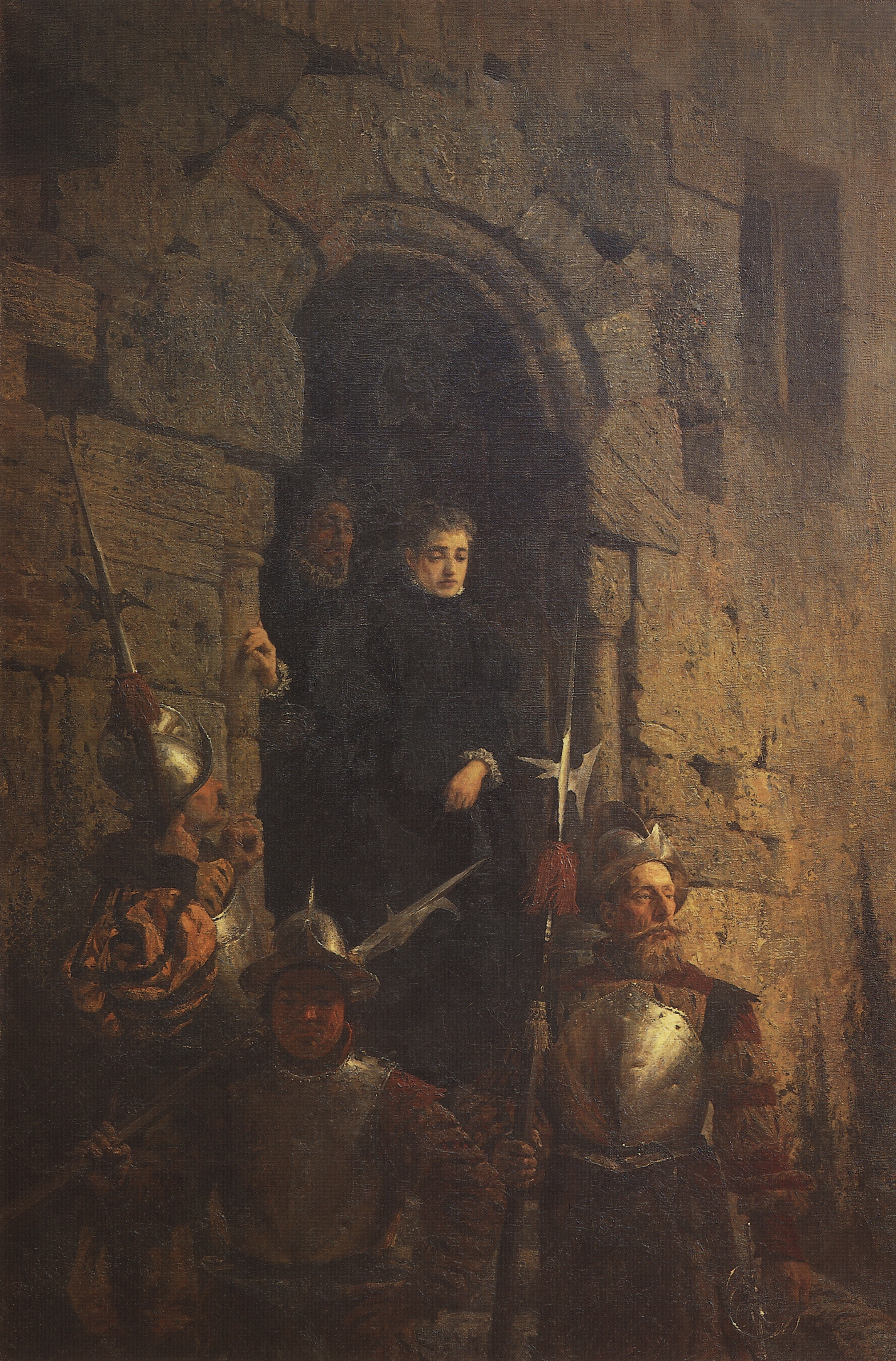
Vassili Polenov, Arrestation d'une femme huguenote, 1875, peinture.

Avant même la révocation de l'édit de Nantes, des huguenots fuient le royaume à cause des pressions et des brimades de plus en plus violentes exercées par le pouvoir royal. Dès 1680, ils sont victimes de persécutions dans le cadre des dragonnades, du nom d'un corps d'armée, les dragons. Les dragonnades obligeaient les protestants à loger les compagnies de dragons, charge dont les catholiques et les nouveaux convertis étaient exemptés. La méthode, avec 30 000 conversions forcées dans le Haut-Poitou, arracha en avril 1681, à Madame de Maintenon, célèbre petite-fille du calviniste Théodore Agrippa d'Aubigné, ce cri d'enthousiasme : « Si Dieu conserve le Roi, il n'y aura pas un huguenot dans vingt ans ! ».
Organisées par Louvois, le secrétaire d'État de la Guerre de Louis XIV, elles dégénèrent en tortures, viols, violences et dépouillement des protestants de leurs biens. Le procédé s'étendit au Béarn, au Languedoc, à la Saintonge… jusqu'à sa généralisation en mars 1685, complétant une série de mesures discriminatoires (augmentation des taxes et autres charges, ainsi que des privations de droits), déjà prises à l'encontre des 800 000 protestants de France.

### L'exil et la traque

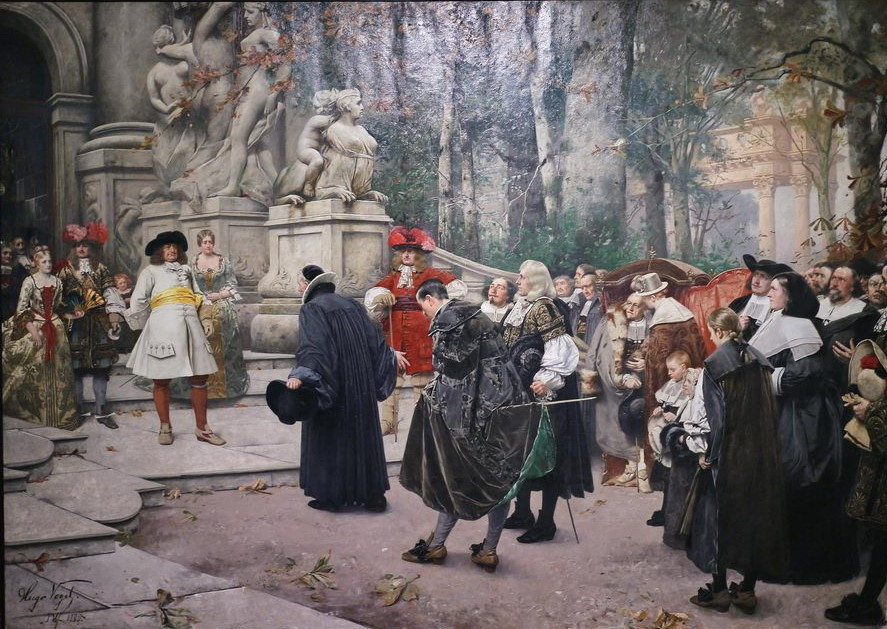
Tableau nationaliste d'Hugo Vogel : Accueil des « Réfugiés » (Huguenots) par le Grand Électeur au château de Potsdam en 1685.

En 1685, la révocation de l'édit de Nantes par Louis XIV supprima définitivement leur liberté de culte. Leur survie était en cause s'ils ne se convertissaient pas au catholicisme. Cela conduit la plupart des huguenots à fuir vers les pays protestants d'Europe : Provinces-Unies (actuels Pays-Bas), Angleterre, Suisse, principautés et villes libres protestantes allemandes (Hesse-Cassel, Brandebourg (futur royaume de Prusse), Francfort, etc.). L’Encyclopédie de Diderot et D’Alembert, à l'article « Réfugié », affirme : « Louis XIV, en persécutant les protestants, a privé son royaume de près d'un million d'hommes industrieux ». Des estimations plus prudentes évoquent le chiffre de 200 000 personnes après la révocation mais la persécution avait commencé dès Louis XIII avec la prise de la Rochelle puis de Privas avec des pertes importantes en vies humaines.
La révocation interdit sévèrement toute émigration des huguenots et punit toute aide à l'émigration, obligeant à une extrême discrétion et à la francisation des noms. Les nombreux entrepreneurs huguenots qui ont dû prendre la fuite ont perdu leurs biens mais emporté avec eux le plus précieux, leur savoir-faire, la plupart d'entre eux ayant été à l'origine des artisans, qui ont ensuite pris des risques pour se reconstituer un patrimoine. Ils avaient souvent développé des connaissances en agronomie et en irrigation ou dans le domaine du textile et de la construction navale.

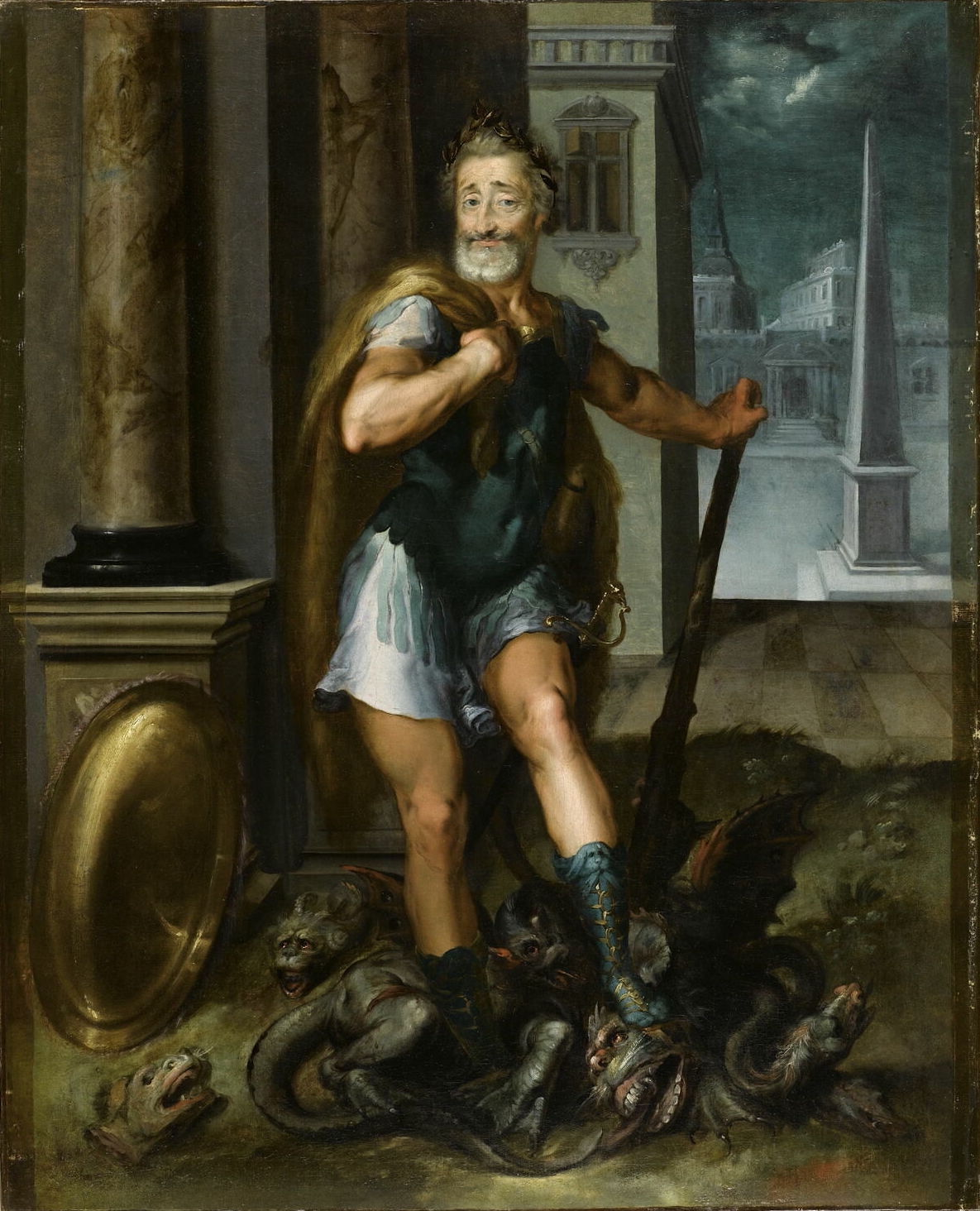
Henri IV en Hercule terrassant l'hydre de Lerne, c'est-à-dire la Ligue.

Fuir était puni par la pendaison ou les galères pour les hommes et la prison à vie pour les femmes, comme dans la Tour de Constance à Aigues-Mortes. En août 1686, 245 huguenots de l’Oisans arrêtés à Saint-Jean-de-Maurienne (dans le duché de Savoie voisin) furent jetés en prison ou envoyés au gibet. Les paysans étaient nombreux à fuir, leur abjuration étant jugée suspecte et n'empêchant pas les persécutions. Des poches de rébellion se développèrent et l'image du roi fut ternie à l'étranger où il faisait figure de tyran, coupable d'avoir violé les consciences et tué de fidèles sujets.
Ceux qui restèrent en France furent persécutés jusqu'au milieu du XVIIIe siècle par les dragons, avec une interruption notoire sous la Régence de Philippe d'Orléans. Certaines grottes du sud de la France portent le nom des huguenots (notamment les prédicants de passage) qui s'y cachèrent pour ne pas être arrêtés, comme la grotte des Huguenots à Vallon-Pont-d'Arc en Ardèche.
Dans le Nord de la France (Douai), on enterrait vivantes les huguenotes dans un cercueil en fer avec juste la tête dehors pour dire une abjuration : leurs enfants étaient alors catholiques de force.

### Les mémoires de Colbert et Vauban, en faveur des huguenots
La vague d'exil des protestants persécutés dès 1680 amène le ministre des Finances de Louis XIV Colbert à rédiger un mémoire pour prendre leur défense. Colbert meurt en 1683, deux ans avant leur aggravation, lors de la révocation de l'édit de Nantes. Dans son Mémoire pour le rappel des Huguenots, édité en 1689, l'ingénieur Vauban détaille l'ensemble des dégâts qu'a causé sur l'économie française le départ des artisans, marins et soldats protestants. Lorsqu'il se rend dans le Queyras, il rechigne à fortifier Château-Queyras et critique les combats qui ont eu lieu entre l'armée et les populations protestantes locales.

## Émigration en Europe
De nombreux huguenots ont fui pour échapper aux galères du Roi vers « l'Arche du Refuge », c'est-dire les Provinces-Unies des Pays-Bas et l'Angleterre, ainsi qu'en Suisse et en Prusse.

### Aux Pays-Bas

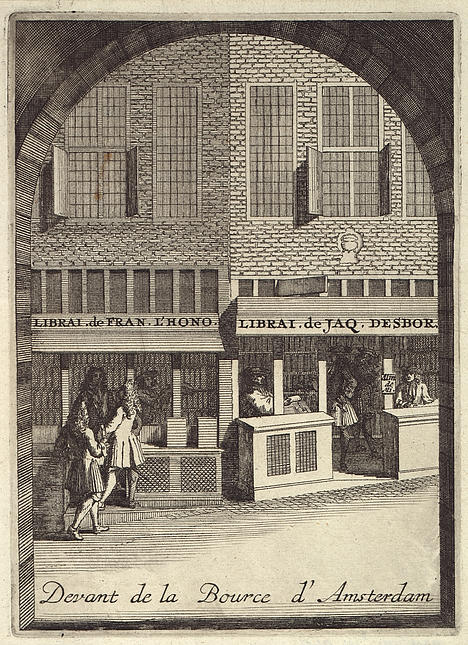
Librairies de langue française à Amsterdam en 1750

L'immigration protestante aux Pays-Bas commence au XVIe siècle avec le départ de 30 000 protestants flamands d'Anvers pour Amsterdam. La réputation d'Amsterdam comme capitale des libertés religieuses en Europe en fait un nœud de l'émigration vers d'autres régions.
La Haye doit à l'architecte Daniel Marot, arrivé en 1684 aux Pays-Bas, l'intérieur du palais de Het Loo et le grand hall d'audience des états généraux. En 1688, il suit Guillaume III d'Angleterre en Angleterre, lors de l'expédition de 11 000 fantassins et 4 000 cavaliers qui déclenche la Glorieuse Révolution. Parmi eux, trois régiments d'infanterie de 750 hommes et un escadron de cavalerie composés de réfugiés protestants aux Pays-Bas, auxquels s'ajoutent 730 officiers français disséminés dans les autres régiments, soit 3 300 huguenots. L'ensemble de cette armée est dirigée par le maréchal Armand-Frédéric de Schomberg. Quelques exemples précis d'immigration de protestants cévenols aux Pays-Bas sont connus pour cette période.

### En Allemagne

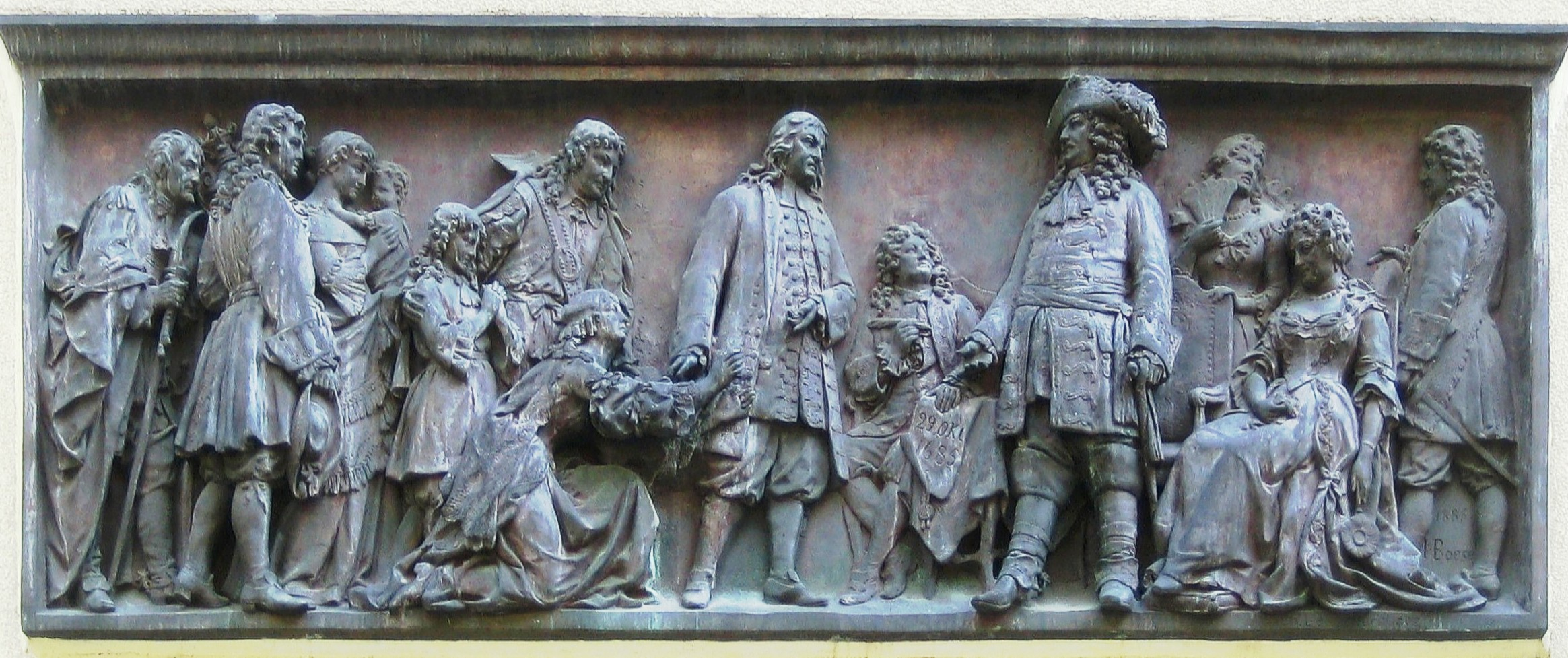
Arrivée des huguenots en Prusse en 1685, sur la façade de la cathédrale française de Berlin.

Alors que l'Empire germanique est encore divisé en 300 États, les protestants français contribuèrent à l’essor de ce qui deviendra en 1701 le royaume de Prusse.

Entre la fin de la guerre de Trente Ans (1648), et la période suivant la révocation de l'édit de Nantes (1685), 50 000 huguenots émigrent en Brandebourg. La Prusse accueille volontiers ces Français, son économie ayant été au plus bas à la suite de la guerre de Trente Ans et à cinq épidémies de peste qui ont fait 140 000 victimes. Le grand-électeur Frédéric-Guillaume Ier de Prusse fait savoir aux communautés du Languedoc et du Dauphiné qu'elles sont les bienvenues.

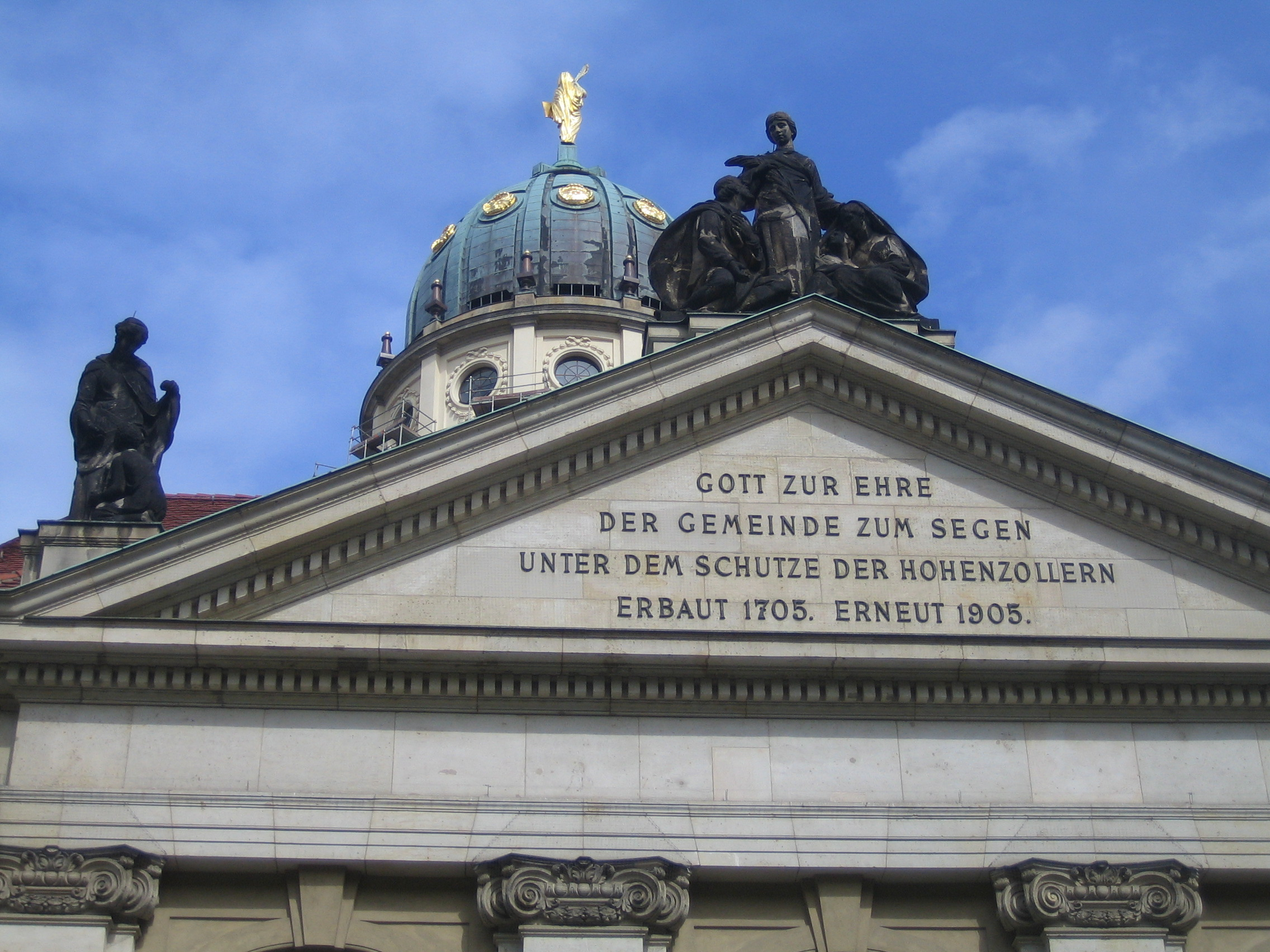
La cathédrale française de Berlin

Les princes-électeurs de Hesse et du Brandebourg s'intéressent à cette population huguenote souvent bien formée et d'un bon niveau intellectuel. Ils encouragent son accueil par l'édit de Potsdam du 29 octobre 1685, dix jours après la révocation de l'édit de Nantes. Des lopins de terres leur sont réservés, ainsi que la possibilité de mettre en place une administration parallèle judiciaire et pénale, comme à la colonie de Französisch Buchholz. Les persécutés se transforment en colons. Les nombreux privilèges accordés attisent la jalousie. Malgré cela, l'intégration se passe relativement bien. Ils apportent de nouveaux métiers, comme dans l'horlogerie, et de nouveaux fruits et légumes, comme les oranges, les citrons, les choux-fleurs, les petits pois et les artichauts.
L'influence des huguenots est aujourd'hui remarquable dans les grandes villes d'immigration telles que Berlin ou Francfort-sur-le-Main. Berlin en a accueilli plus de 35 000. Certains quartiers, comme la Friedrichstadt, premier foyer d'installation des huguenots, affichent cet héritage. Beaucoup de protestants d'origine messine s'y sont réfugiés. Parmi eux Dorothea Viehmann, née Pierson, l'une des principales conteuses auprès desquelles les frères Grimm ont recueilli les contes réunis dans leur recueil, d'origine française pour beaucoup. Une large partie s'installe dans les campagnes environnantes et dans les bourgs. En 1697, la population de Berlin intra-muros atteint 20 000 habitants, dont 4 922 exilés français, selon Pierre Miquel. En 1732, ils sont 8 900 pour la seule ville de Berlin, qui construit son économie pré-industrielle ainsi que son centre économique autour de leur capital et de leur savoir-faire.
Parler le français est prestigieux, les riches Allemands veulent des professeurs français pour leurs enfants. La culture allemande est alors fortement influencée par les huguenots. Des termes allemands, certes de plus en plus désuets, sont issus du français comme etepetete (« être-peut-être ») servant à qualifier une femme prétentieuse ou Muckefuck (« faux mocca ») pour un café un peu trop clair ou de chicorée ou d'orge (Ersatzkaffee). L'occupation française des guerres napoléoniennes, en provoquant une réaction nationaliste, effacera partiellement cette influence. Dans le sud, la ville d’Erlangue en Franconie, près de Nuremberg, a également bénéficié d'un important afflux de huguenots. Près de la frontière tchèque, dans la région du Fichtelgebirge, au nord de l'actuelle Bavière, une tradition perpétue le peuplement protestant français : la décoration des fontaines pour Pâques (Osterbrunnen) en forme de fleur de lys.

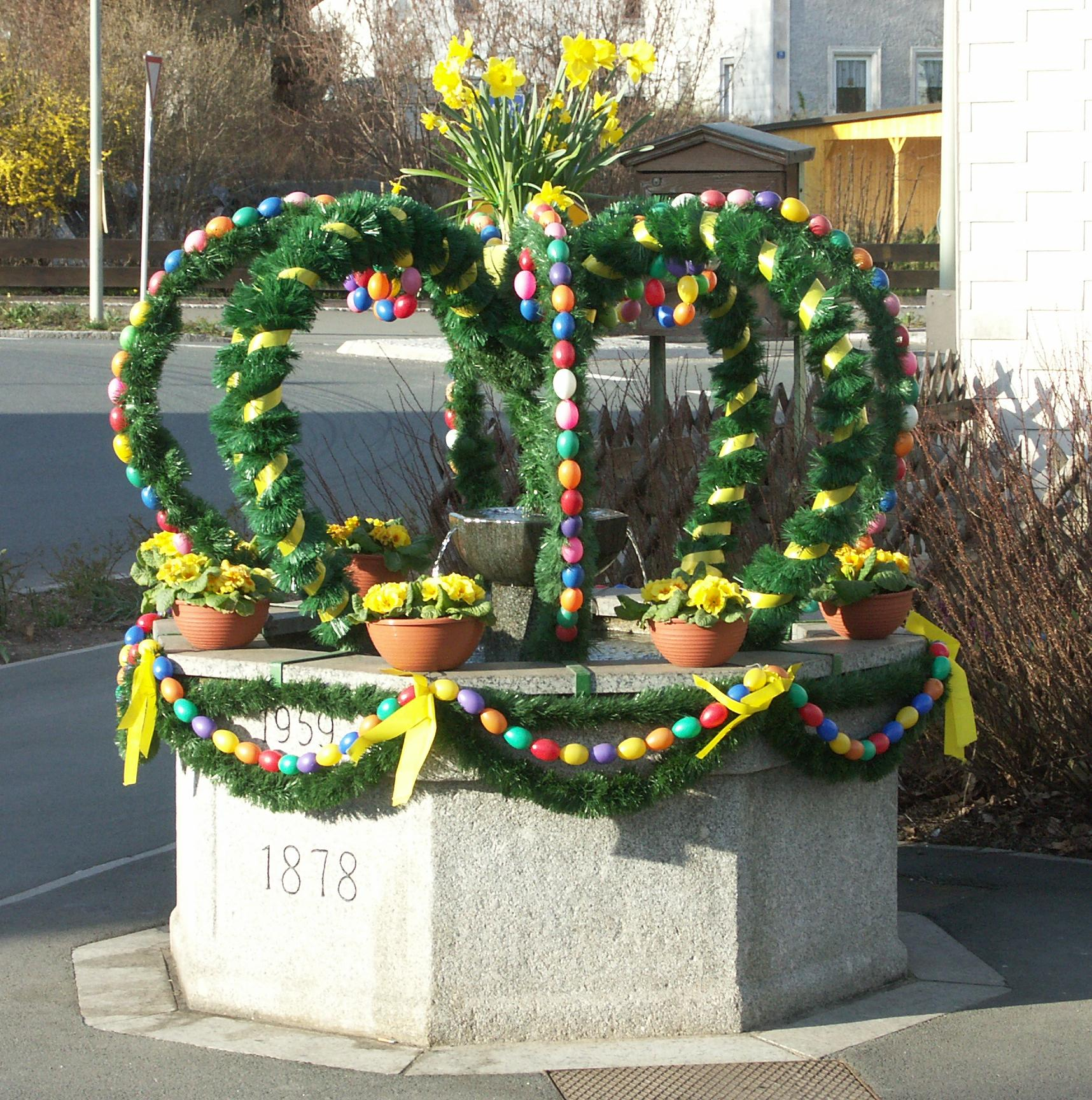
Osterbrunnen à Marktleuthen.

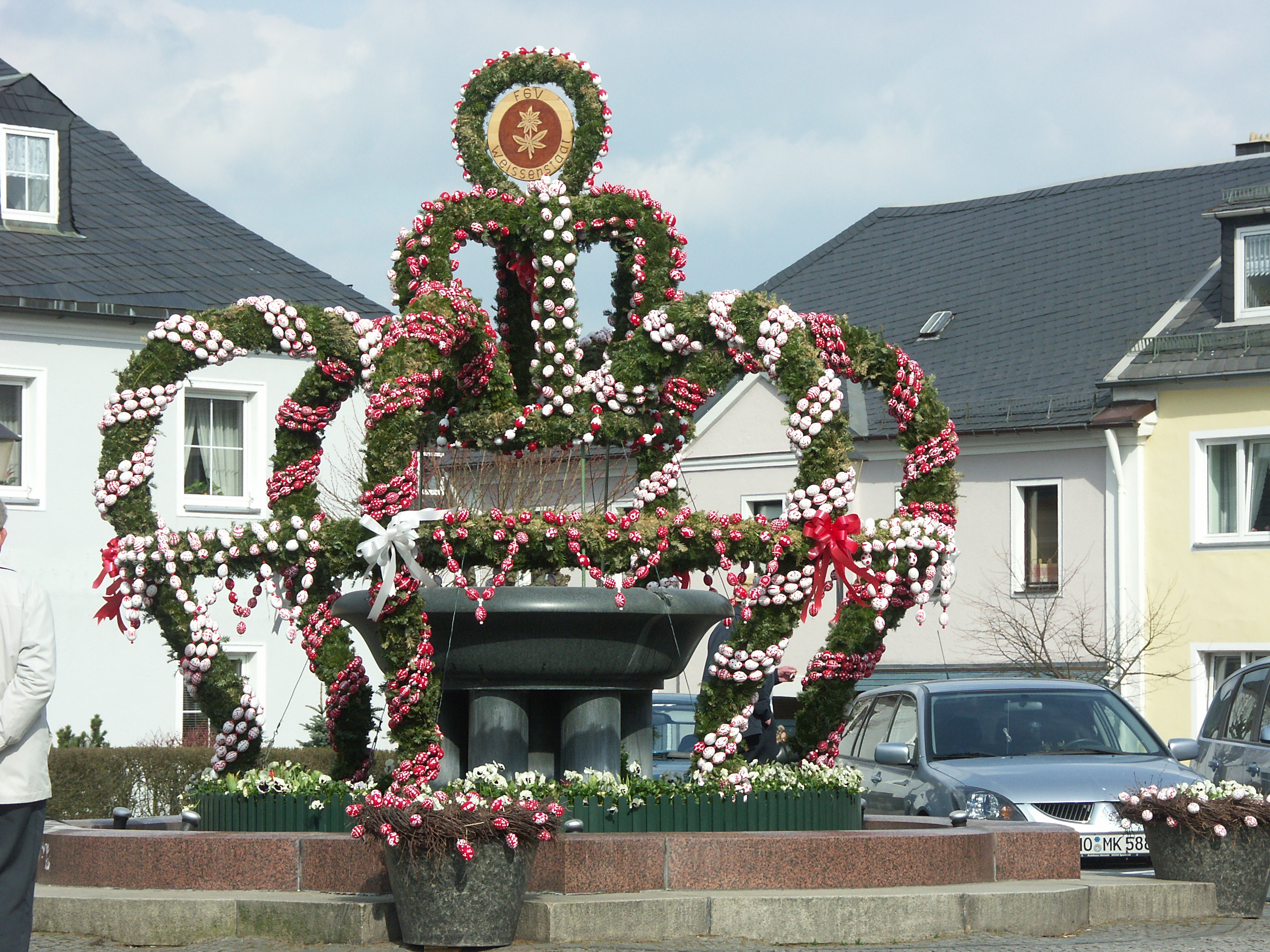
Osterbrunnen à Weissenstadt.

Plusieurs orfèvres de Strasbourg fuient à Magdebourg, où ils fondent des entreprises, comme le fils de Johann Nicola Guischard, Johann Philipp Guischard. Une branche de la famille Gruson de Fleurbaix, en Flandre française, est partie à Mannheim puis Magdebourg, où un siècle plus tard Hermann Gruson fondera la firme Gruson de Magdebourg, future Gruson-Krupp. Jean Meffre, d'Uzès, écrit à sa famille depuis Magdebourg, où il est réfugié avec plusieurs milliers de huguenots, que l'on « s'habitue facilement à la bière. » Une liste des Français réfugiés à Magdebourg, datant de 1703, a été retrouvée à la bibliothèque de la Société d'histoire du protestantisme français. Ils viennent du Gard, d'Alsace, de Picardie ou de Brie.
Près de 70 familles de paysans de la Brie ont fui à Neu-Isenburg, où elles ont trouvé des terres à cultiver, selon Pierre Miquel. Les réfugiés huguenots en Saxe-Weimar vont aussi installer de nombreuses manufactures de bonneterie, décrites dans la thèse de Herbert Ellinger en 1933. Friedrichsdorf près de Francfort est fondée en 1686 par des réfugiés français. Plusieurs familles viennent du hameau de « Rue de Bohain », qui fait maintenant partie de Lemé, dans l’Aisne, où perdure une forte tradition protestante. D'autres viennent du village de Pourrières, en val Cluson, aujourd'hui italien. Sur le versant oriental de la Forêt-Noire, un petit village porte le nom de Queyras, donné par des protestants venus de cette région du sud des Alpes françaises en 1685. D'autres protestants du Queyras, du village d'Abries, fondent une colonie agricole dans le Nord de l'Allemagne, à Carlsdorf, près de Rostock.
L’exil des Huguenots a aussi eu une influence sur la langue allemande. L’origine du mot « mutterseelenallein », signifiant un état de solitude extrême, est par exemple une déformation de « moi tout seul » auquel les Allemands de l’époque, non francophones, ont ajouté le mot « allein ».

### En Suisse
La population de Genève triple durant les années 1680. Alors qu'elle s'élevait à 16 000 habitants, plus de 30 000 huguenots s'y rendent, les premiers étant les plus proches, les paysans du pays de Gex, qui chargent 4 000 charrettes de leurs récoltes. Une partie des arrivants repart lors de la glorieuse rentrée de l'été 1688, qui voit les protestants vaudois du Piémont italien réfugiés à Genève en 1687 se réinstaller dans leurs vallées, au terme d'une marche de 200 kilomètres, avec le feu vert du duc de Savoie, au moment de la création de la ligue d'Augsbourg par Guillaume III d'Angleterre. Une fois rentrés chez eux, ces Vaudois vont accueillir des protestants du Dauphiné venus des vallées voisines, comme le Queyras. Mais les renversements d'alliance du duc de Savoie les obligent ensuite à fuir en Allemagne.
Ces Piémontais avaient été aguerris dès l'épisode sanglant des Pâques vaudoises de 1655, à l'issue duquel les écrits du pasteur Henri Arnaud avaient averti toute l'Europe protestante, plaçant par cet appel à la vigilance les jalons de la Glorieuse Révolution anglaise de 1688.
Les huguenots des villages queyrassins de Saint-Véran et Molines ont été respectivement 86 et 103 à émigrer en 1685, en grande partie à Genève. Parmi eux, les fondateurs de trois des quatre premières usines d'impression d'indiennes en coton d'Europe : Daniel Vasserot et son neveu Antoine Fazy, tous deux du village de Saint-Véran. Une rue de Genève rappelle leur aventure et leur rôle dans l'histoire des indiennes de coton en Europe. L'un de leurs employés installera ensuite, pour son propre compte, cette industrie à Neuchâtel, où s'installera ensuite la famille de Pourtalès, puis l'essaimage touche toute la Suisse romande, puis l'Alsace et la Franche-Comté, en particulier la ville frontalière de Mulhouse, où quatre frères protestants créèrent en 1746 DMC, et qui deviendra la première capitale européenne du coton, avant sa rivale Manchester.
Un chemin de randonnée retrace les routes empruntées par les protestants de France vers les différentes destinations en Suisse.

### À Gênes
Dès le XVIe siècle, le Vivarais et les Cévennes sont des bastions huguenots, grâce en particulier à l'action d'Olivier de Serres. Plusieurs protestants du Gard et des Cévennes sont partis dans les villes commerçantes italiennes. La famille André de Nîmes est partie dès 1677 dans le grand port italien de Gênes pour fonder une fabrique de toile qui donnera son nom au (blue)-jean et à la toile Denim.

### En Angleterre

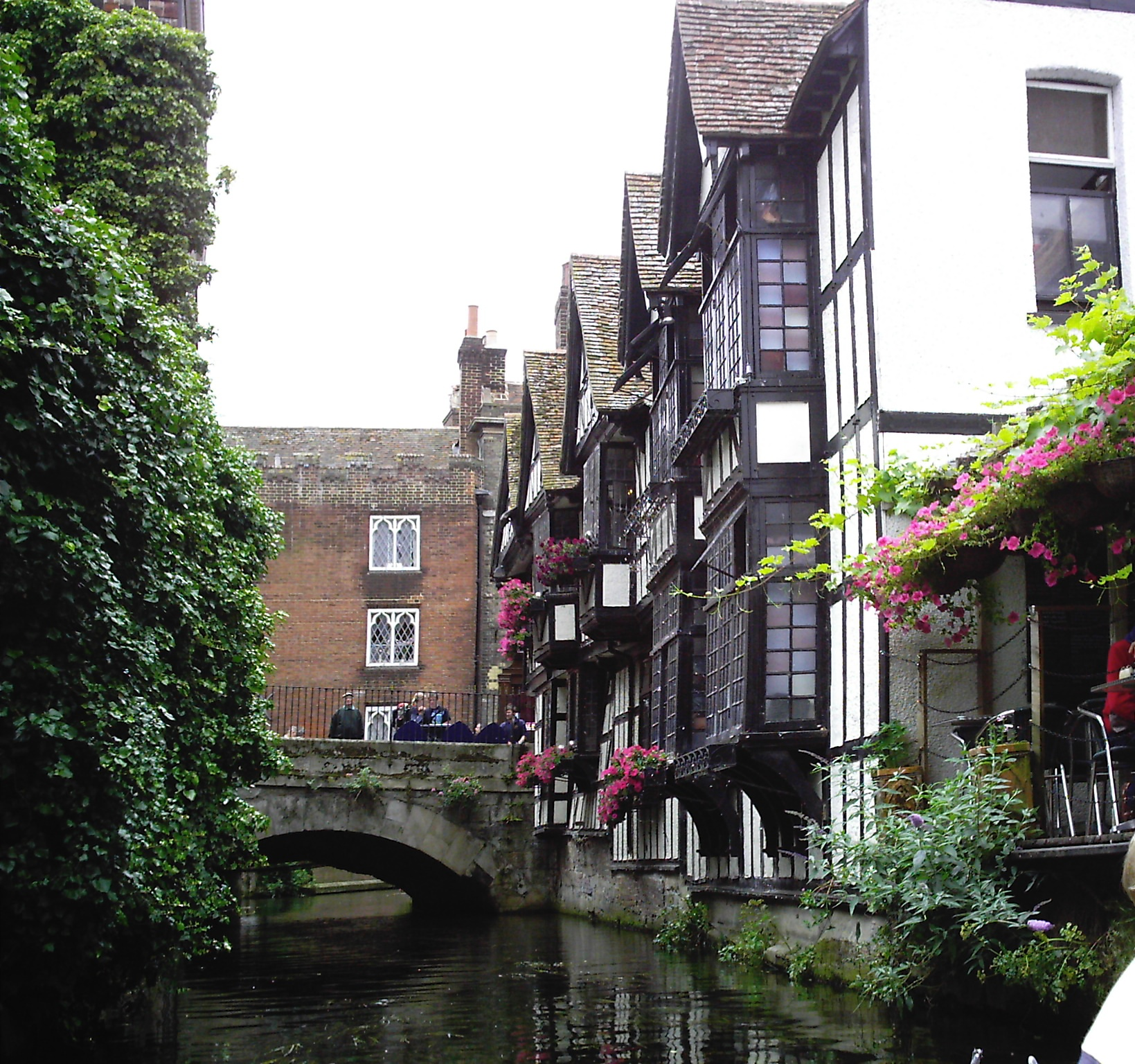
Huguenot weavers' houses (Canterbury)

La région de Cantorbéry et plusieurs quartiers de Londres ont accueilli des dizaines de lieux de culte huguenots à partir de 1688, après la Glorieuse Révolution de 1688 menée par le futur Guillaume III d'Angleterre, dont l'armée était dirigée par un maréchal de France resté fidèle à sa foi protestante, Frédéric-Armand de Schomberg.
Cette armée franco-néerlandaise de 15 000 hommes, parmi lesquels 3 000 huguenots français réfugiés en Hollande, a défait les jacobites irlandais, alliées aux troupes de Louis XIV, à la bataille de la Boyne en Irlande. Près de 5 000 huguenots s'installent à Dublin, dont une majorité d'artisans.
Puis le fils du maréchal Schomberg, le comte Ménard de Schomberg revient dans les Alpes défendre les protestants du Dauphiné. En 1692, avec 1 500 Vaudois italiens et 2 000 huguenots réfugiés en Angleterre, il passe le col Lacroix et met le siège devant Château-Queyras. Un site historique où Vauban exprime des doutes sur la nécessité de combattre les populations locales et traîne les pieds pour fortifier la citadelle, préférant construire celle de Montdauphin. Cet épisode militaire coûtera la vie à une partie des réfugiés huguenots en Angleterre.
L'Angleterre accueille beaucoup de protestants du Sud-Ouest de la France, qui fuient par bateau. Jean Désaguliers, pasteur protestant de La Rochelle, fuit à Guernesey par bateau en 1683 ; il y est rejoint sept ans plus tard par sa femme et son fils Jean-Théophile, alors âgé de sept ans, qui deviendra plus tard pasteur anglican, homme de science, membre de la Royal Society et l'un des fondateurs de la franc-maçonnerie moderne dite spéculative.
Manès d'Angoulême, et plusieurs autres fabricants réputés importent l'industrie du papier à Londres. Après 1687, les huguenots Portal, De Vaux et Dupin perfectionnent la technique du papier blanc.
De 1688 à 1692, vingt-six publications nouvelles apparaissent en Angleterre, dont les premiers quotidiens, le nouveau pouvoir ayant décidé de ne pas utiliser la loi sur l'autorisation préalable. Un pasteur du Périgord, Jean de Fonvive, gagne 600 sterling par an, avec son journal Post Man, qui sort trois fois par semaine et relie la diaspora des huguenots à travers le monde. Un autre huguenot, Pierre-Antoine Motteux, fait paraître dès 1692 le Gentleman's magazine, tandis qu'Abel Boyer (1667-1729), le fils d'un consul protestant de Castres arrivé en 1689, édite le Postboy. Le grand cartographe du plan de Londres de 1746, John Rocque, est huguenot.
Les tisserands huguenots, menacés par le durcissement du pouvoir en France, affluent à Londres dès la fin des années 1660, lorsque le faubourg de Spitalfields naît de la nécessité de reconstruire sur des bases plus saines après le grand incendie de 1666. Ils apportent leur connaissance de la soie et des rubans, et sont les fournisseurs de la plupart des grandes cours d'Europe. Leurs qualifications souvent plus élevées sont perçues comme des menaces par les artisans anglais. En 1684, Jean Larguier de Nîmes, est fait maître tisserand à condition d'utiliser de la main-d'œuvre anglaise. Dans la ville lainière de Norwich, des émeutes visent les Français en 1683. Les tisserands de soie huguenots de Tours sont nombreux à Spitalfields. En 1820, Londres dépasse, pour la consommation de soie brute, la ville de Lyon, qui avait connu, au XVIe siècle, une émigration plutôt vers Amsterdam, après une première vague de violences. L'histoire de l'imprimerie à Lyon avait fait de la ville la capitale de l'imprimerie au détriment d'Anvers ; ce titre est perdu au XVIIe siècle au profit d'Amsterdam puis de Londres.
Les exportations britanniques de l'année 1700, à 85 % de la laine, sont double de leur niveau des années 1660.
L'orfèvrerie anglaise du XVIIIe siècle est développée surtout par des huguenots, comme Peter Archambo, Paul Crespin, auquel le British Museum consacre une salle entière, Paul de Lamerie, qui reste une référence pendant plus d'un siècle ou encore David Willaume, Simon Pantin, Louis Mettayer.
Les huguenots sont très présents dans la vie culturelle et financière de l'Angleterre, qui instaure en 1689 la liberté de religion et la liberté de la presse. C'est un dénommé Coste, des Cévennes, qui traduit l'œuvre du républicain anglais John Locke, le Traité du gouvernement civil de 1689, premier ouvrage autorisant le peuple à se révolter en cas d'abus.
Les traces des huguenots sont visibles dans les secteurs de Tentergrown, Soho, Petticoat Lane (en) et du marché couvert de Spitalfields, à 900 mètres du Royal Exchange.

### En Irlande

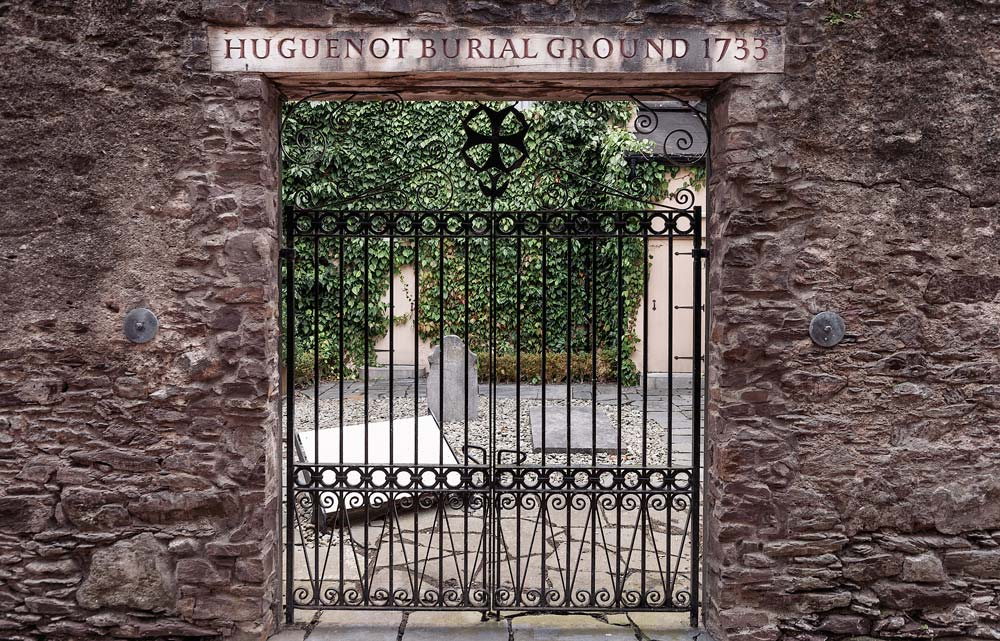
Huguenot Cemetery, Cork (Cork, Munster)

Jean-Paul Pittion, auteur de The Hugenots in Ireland, an Anatomy of an Emigration a sauvé de l'oubli, il y a 25 ans, le cimetière où l'on peut retrouver par leurs noms les 239 huguenots de Dublin enterrés dans une sépulture collective qui a survécu dans une petite rue près d'un parc, Merrion Row. Les huguenots de Dublin avaient un autre cimetière, dans Cathedral Lane, utilisé jusqu'en 1865. Lorsque cette communauté s'est installée dans la capitale irlandaise, elle a dopé sa croissance économique et démographique au point d'en faire dès 1700 la deuxième ville de l'Empire britannique. Le quartier de Temple Bar, sorte de quartier latin dublinois était celui des huguenots.
Une partie de ces huguenots servait dans l'armée franco-néerlandaise de 15 000 hommes, parmi lesquels 3 000 huguenots français réfugiés en Hollande, qui a réussi la Glorieuse Révolution de 1688 et ensuite défait en 1690 les troupes jacobites irlandaises, alliées aux soldats de Louis XIV, à la bataille de la Boyne, au nord de Dublin . Les premiers huguenots non-combattants arrivèrent en Irlande pour y travailler : cartographes, graveurs, soyeux, artistes, architectes ou agronomes, très vite au nombre de 5 000 personnes, venues de Picardie, Bordeaux et d'autres régions, ils ont beaucoup apporté à cette partie de l'Irlande et ont développé l’industrie de lin à partir de 1698 dans la région de Lisburn.
Dès 1666, le duc d'Ormonde avait créé une église de France de la Saint-Patrick et attiré près de Dublin des tisserands huguenots en toile, en espérant qu'ils joueraient un rôle pacificateur après les guerres de Cromwell.
Outre Dublin, les huguenots s'établirent aussi à Cork : cette ville du sud de l'Irlande comprend de nos jours un quartier appelé « Huguenot Quarter » bordé par la French Church Street. Les premiers huguenots arrivèrent à la suite de la Révocation et cette communauté, d'environ trois cents personnes, s'agrandit à la fin du xviiie siècle à la suite d'une autre vague d'immigrants. Les huguenots devinrent éminents dans la vie commerciale et civile de la cité : du xviie siècle au xixe siècle, beaucoup servirent en tant que shérifs et maires de Cork. Sur le plan économique, ils se distinguèrent dans la filature et la commercialisation de textiles aussi bien que dans l'artisanat (plus particulièrement dans l'orfèvrerie). Voici quelques-uns des toponymes de huguenots qui s'illustrèrent à Cork : Besnard, Delacour, Hardy, Lavit ou Lafitte, Malet, Pick, Perrier, Perdrian, Quarry…

### En Suède
Moins connue que les autres, plus ancienne, l'émigration en Suède s'explique par le fait que ce pays s'est rangé du côté des protestants pendant les guerres de Religion qui, en Allemagne, se sont soldées par la paix de Westphalie en 1648.
En 1617 arriva à Stockholm Jean Bédoire] un calviniste français, qui fut un des fondateurs de l'Église réformée française. Lors des persécutions qui suivirent la révocation de l'édit de Nantes en 1685, de nombreux réformés fuirent la France, certains d'entre eux vers la Suède. Cependant, le roi suédois Charles XI leur refusa le droit de culte mais ils trouvèrent refuge chez les presbytériens britanniques dans une paroisse bilingue. Il y restèrent jusqu'à l'avènement du roi suédois Charles XII qui leur accorda plus de liberté. Ils purent petit à petit avoir leur propre culte conforme à l'ordonnance du 4 janvier 1724. L'Église fut reconnue officiellement par un édit royal en 1741.
Plusieurs milliers de Wallons de Suède, venus pour des raisons religieuses et économiques, en passant par la Hollande, ont en particulier lancé les forges d'Engelsberg. Entre 1620 et 1750, les exportations de fer suédoises ont triplé, à 17 300 tonnes par an, en particulier pour les canons des marines anglaises et hollandaises. L'armateur liégeois Louis De Geer accueilli par Guillaume de Bèche qui se trouve en Suède depuis 1595 et exploite les forges de Nyköping et Finspang, en faisant venir des Wallons exilés aux Pays-Bas, deviendra le « père de l’industrie suédoise ».
Les de Geer se lancent dans le commerce des armes, s'implantent à La Rochelle et prêtent de l’argent au roi Gustave II Adolphe de Suède. Louis De Geer devient partenaire de de Bèche pour les usines de Finspang, d’où sortiront des canons de fer réputés mondialement. Entre 1620 et 1640, cinq mille artisans qualifiés sont recrutés dans la partie romane des Pays-Bas espagnols et en Lorraine, avec bureau de recrutement et contrats de travail. Au nord-est d’Uppsala, vingt-trois bruks (villages de forges), répartis sur quatre communes, produisent jusqu'en 1992, des gueuses (barre de fer) à partir de la mine de fer de Dannemora, considérée comme la première du monde, en quantité de minerai extrait comme en qualité.

### Au Danemark
Leur arrivée est plus tardive et réclamée pour leur expertise agronomique dans la culture du tabac. Ils venaient d'une région située entre Stettin (qui appartient à la Suède entre 1631 et 1720) et Berlin, de Battin, Bergholz, Rossow, Strasbourg, Wallmow. Frédéric IV de Danemark, en plein accord avec son cousin le roi de Prusse, invite trois fermiers Jacob de Vantier, Daniel Le Blond et Paul d’Arrest en accordant des exemptions de taxes, l'ouverture d’une école, le maintien du français et de leur religion. La ville nouvelle de Frédéricia, dans le Jutland, accueille trente-six familles en 1721. Les colons s’organisent en communauté avec consistoire, école, et bibliothèque, puis défrichent peu à peu les landes jutlandaises, introduisant la pomme de terre et les artichauts. Ils sont les premiers à produire, en deuxième assolement, des raves. La communauté huguenote occupait une place importante dans l’activité financière danoise.

## Émigration aux Amériques
C'est de Hollande et d'Angleterre que les huguenots gagnent les colonies américaines, le port de La Rochelle, point de départ des corsaires huguenots au XVIe siècle, ayant été désarmé par Richelieu en 1628. Les Hollandais les envoyèrent aussi en Afrique du Sud pour leurs compétences agricoles dans la région du Cap, où le hameau de Lormarin est la réplique du village Lourmarin du Luberon.

### Les huguenots en Nouvelle-France

Régions d'origine des migrants français en Nouvelle-France de 1608 à 1700.

Le peuplement de l'Acadie se fait essentiellement sous le mandat des gouverneurs Isaac de Razilly et Charles de Menou d'Aulnay qui font appel à des colons majoritairement recrutés dans leur région d'origine, soit la sénéchaussée de Loudun qui, à l'époque, est encore rattaché à l'Anjou, administrativement aussi bien que culturellement et linguistiquement. Bien que la plupart de ces migrants fussent de religion catholique, certains étaient protestants (huguenots). En effet, plusieurs Français protestants s'installèrent dans les régions de Beaubassin et de Grand-Pré, découvertes en 1681, où ils deviendront des « défricheurs d'eau » en utilisant des « aboiteaux », technique empruntée aux Hollandais pour assécher une partie du marais poitevin, ce qui leur permit de gagner sur la mer ou les rivières des terres fertiles. Après la déportation de 1755, les huguenots s'assimileront aux catholiques.
En plus de l'Acadie, les huguenots sont aussi nombreux à vouloir s'exiler au Canada, même si à partir de 1628, il est interdit aux protestants d'émigrer en Amérique du Nord. Le clergé catholique y tient solidement l'administration coloniale, notamment les registres d'état civil; et si le protestantisme peut durer après 1628, c'est chez les coureurs des bois, parce que les mariages, naissances et décès ne sont pas consignés dans les registres. Selon les estimations, autour de 300 protestants se seraient installés sur le territoire de la Nouvelle-France (Acadie, Canada, Louisiane et Terre-Neuve), à une époque où l'accroissement naturel représente l'essentiel de la croissance démographique.
Pierre Dugua de Mons, Hélène Boullé, Jean-François de La Rocque de Roberval, Pierre de Chauvin et d'autres figures marquantes des débuts de la Nouvelle-France étaient des huguenots, comme l'a rappelé l'exposition Une présence oubliée : les huguenots en Nouvelle-France, au musée de l’Amérique française.
Samuel de Champlain fut sans doute huguenot, baptisé au temple Saint-Yon de la Rochelle en 1574 et marié en 1610 avec une huguenote avec pour témoin Pierre Dugua de Mons, également huguenot,.
Certaines des filles du Roi parties pour la Nouvelle-France au XVIIe siècle étaient également huguenotes.

### Aux Antilles
Selon l'historien Pierre Miquel, plus d'un millier de huguenots ont été déportés de force aux Antilles françaises, où une partie d'entre eux s'est ensuite enfuie pour rejoindre les flibustiers et les boucaniers, au Panama et au Honduras, alors que la Caraïbe est prise en main par Charles François d'Angennes à partir de 1678, quatre ans après la vente de son château à Madame de Maintenon, nouvelle maîtresse de Louis XIV.
Les huguenots sont nombreux à se réfugier dans les repaires de pirates, où ils se mélangent avec les Hollandais et les Anglais, et luttent ensemble contre la flotte espagnole.

### Aux États-Unis

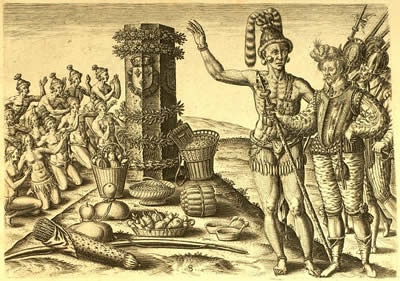
Jean Ribault prenant possession de la Floride française

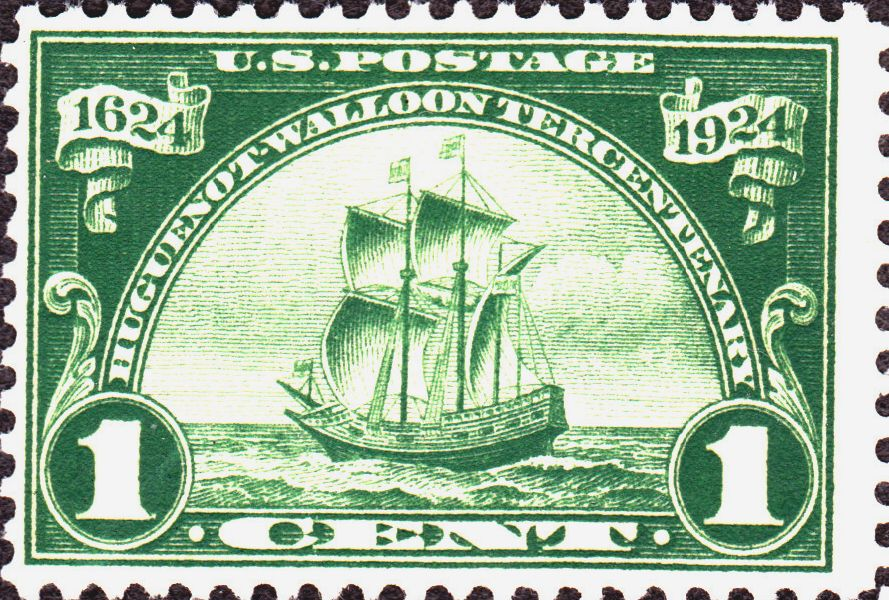
Timbre commémoratif de l'arrivée des huguenots et des Wallons en Amérique en 1624.

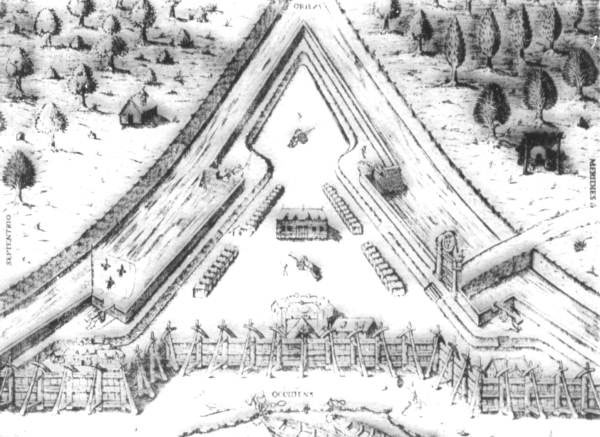
Fort Caroline

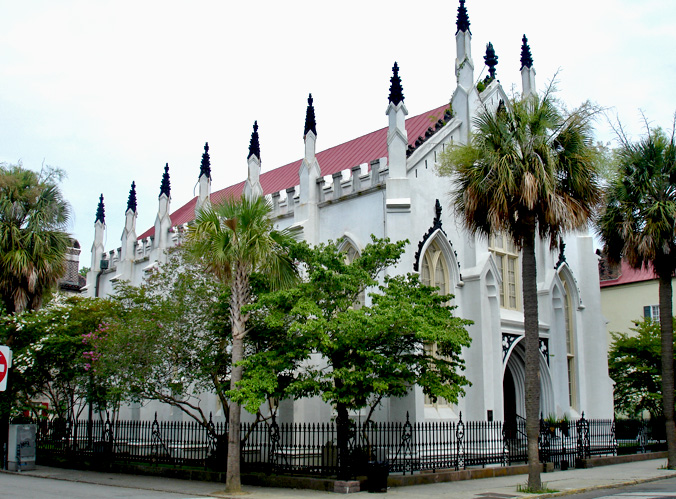
French Huguenot Church (Charleston, South Carolina)

D'autres huguenots réfugiés en Hollande partent sur l'île de Manhattan à La Nouvelle-Amsterdam, (l'actuelle New York), où le gouverneur wallon de Nouvelle-Néerlande, Pierre Minuit avait acheté l'île aux Amérindiens. Ils rejoignent aussi la Virginie et la Caroline, soit directement de France, soit, plus souvent après une première halte en Angleterre, après avoir anglicisé leurs noms.
Les huguenots venus directement de France se sont ajoutés à ceux qui sont passés par l'Angleterre et les Provinces-Unies. Ils ont été nombreux à participer à la croissance de La Nouvelle-Amsterdam et de Boston, où des francophones Wallons protestants sont arrivés dès les années 1630 pour fonder la Nouvelle-Néerlande avec en particulier un village sur l'île new-yorkaise de Staten Island. Dans la région de New York, une nouvelle vague arrive dans les années 1680 pour fonder New Paltz, le Nouveau Palatinat, région rhénane d'Allemagne qui les avait accueillis.
Un des premiers recensements à la suite de la révolution américaine signalera la présence de plus de 100 000 Américains d'origine huguenote, sur environ un million et demi. Les arrivées de colons huguenots dans les treize colonies seront supérieures au nombre total de colons envoyés en Nouvelle-France durant tout le Régime français, les jésuites s'étant opposés très vite à l'envoi de protestants.
Au nord de New York, en allant sur Boston, La Nouvelle-Rochelle témoigne de leur origine française. Soixante ans plus tôt, des huguenots passés par Londres avaient déjà débarqué au cap Fourchu, avec le Mayflower, aux côtés d'Anglais, près de Boston.
Cinq d'entre eux ont fondé le site qui s'appelait Esopus du nom de la tribu locale amérindienne, et qui a été rapidement rejoint par des Wallons de La Nouvelle-Amsterdam et Fort Orange (Nouvelle-Néerlande). Une quarantaine d'entre eux furent faits prisonniers par les Indiens. Pieter Stuyvesant le rebaptisa Wiltwijck (région des cerfs en néerlandais). Une fois la cession de la Nouvelle-Néerlande aux Anglais effective, en 1664, la ville fut rebaptisée Kingston. En 1777, elle fut promue capitale de l'État de New York, pendant la guerre d'indépendance américaine.
Au sud, en Virginie, un groupe de sept cents huguenots se sont établis à Manakin. Les huguenots sont arrivés à Manakintown en décembre 1700, directement d'Angleterre, la couronne leur ayant donné officiellement des terres sur le Nouveau Monde, acheminés sur les bateaux Mary and Ann, le Ye Peter and Anthony et le Nassau. Une loi de 1699 leur donne la nationalité anglaise.
On les trouve aussi dans la quatrième et dernière zone de la côte Est, les deux Caroline, notamment à Charleston et, plus brièvement à Charlesfort sur Parris Island et même en Floride à Fort Caroline. Au XVIIe siècle, alors que la Géorgie est utilisée comme pénitencier, les deux Caroline sont annexées un peu après la Virginie par de nouveaux colons, dont beaucoup de huguenots. En Caroline du Sud, le bateau le Richemond débarque une cinquantaine de familles en 1685. Le voyage a été financé par la couronne d'Angleterre, afin que les huguenots développent la culture de la vigne, du mûrier et de l'olivier. Une église huguenote indépendante subsiste à Charleston.
Dans les décennies qui suivent, les huguenots sont nombreux à emprunter la Great Wagon Road (en), qui longe les Appalaches, du nord au sud dans l'intérieur des terres, à partir de la Pennsylvanie, la colonie créée en 1685 par William Penn, fils de l'amiral William Penn qui a conquis la Jamaïque pour Cromwell en 1655. Cette porte d'entrée des minorités religieuses en Amérique est aussi le pays des Amish, Église protestante anabaptiste apparue en Alsace et persécutée, encore, à l'initiative de Louis XIV malgré le statut religieux particulier de l'Alsace et l'innocuité de cette communauté non-violente.
L'un des huguenots américains les plus célèbres est Davy Crockett, issu de la famille huguenote de Croquetagne, qui anglicise son nom en se réfugiant en Angleterre, avant de venir dans les Appalaches. En 1828, il est l'élu à la représentation des trappeurs de la « frontière sauvage » du Tennessee, à 700 kilomètres seulement de l'Atlantique, et y combat l'Indian Removal Act du président Andrew Jackson qui veut déporter les Amérindiens au-delà du Mississippi. Le 46e président des États-Unis, depuis le 20 janvier 2021, Joe Robinette Biden Jr., descend également par sa grand-mère, née Robinette, d’une famille française huguenote ayant quitté la France dans la seconde moitié du XVIIe siècle afin d’échapper aux persécutions religieuses après la révocation de l'édit de Nantes.

## Ailleurs, dans le monde

### En Afrique du Sud

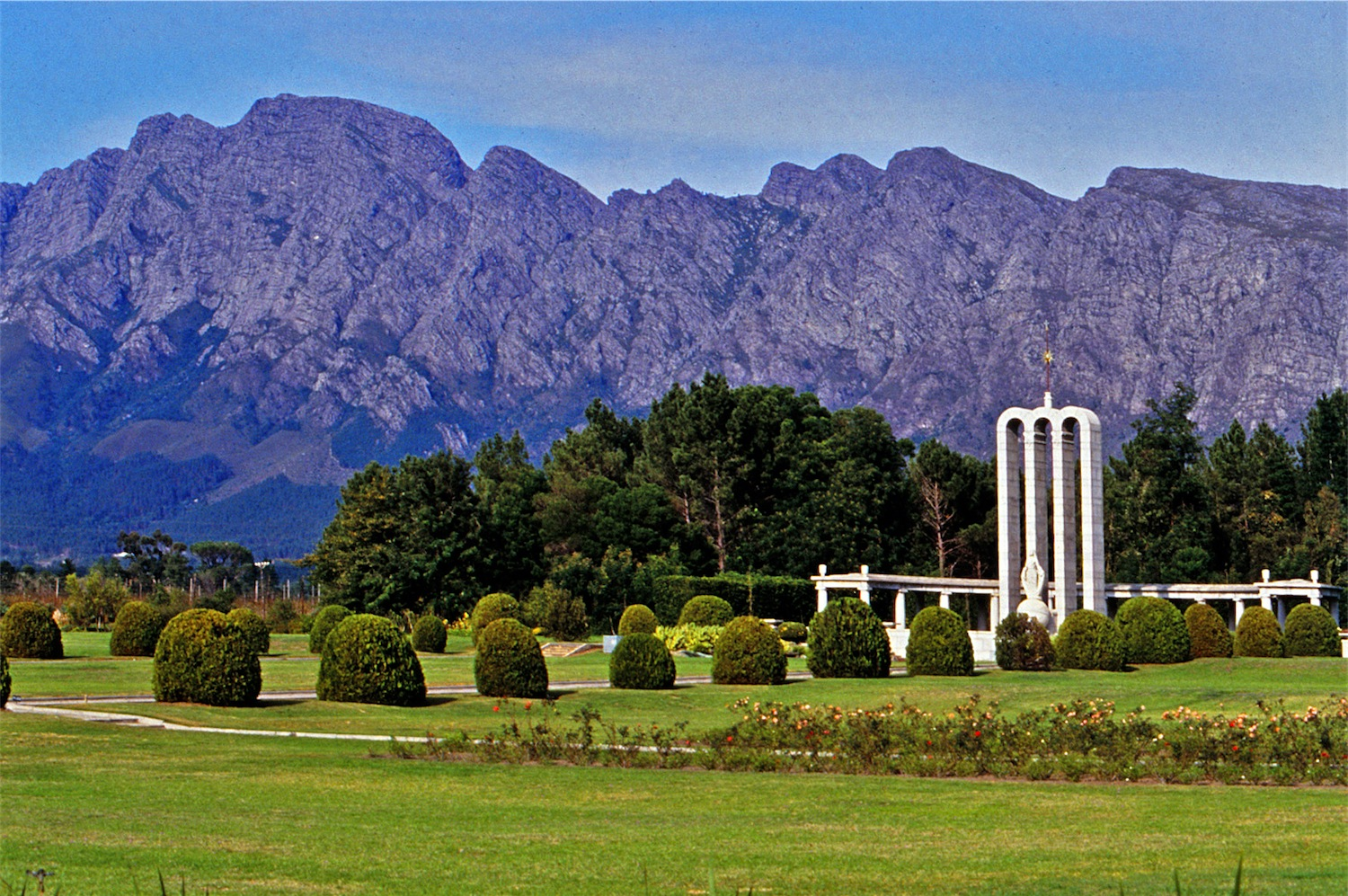
Huguenot Monument

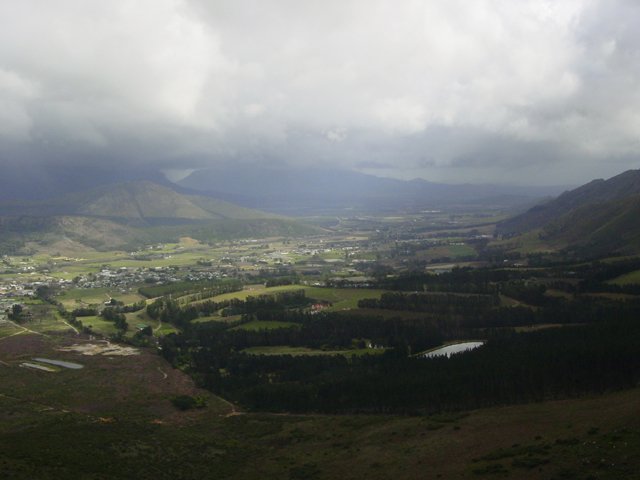
Vallée de Franschoek

La Compagnie néerlandaise des Indes orientales, créée en 1602 avec un stock d'or dont le tiers provenait des huguenots des Flandres wallonnes, finance l'installation de huguenots, en 1688, à 60 kilomètres au nord du Cap, dans le secteur de Franschhoek (« le coin des Français » en néerlandais). Des huguenots du Luberon (Lourmarin et La Motte-d'Aigues) importent la culture du vin, et fondent des hameaux homonymes, dans la première vraie colonie du continent africain, jusqu'alors ceinturé de simple comptoirs.
L'émigration des huguenots vers l'Afrique du Sud n'a concerné que moins d'un millième des 300 000 protestants qui quittèrent la France après la révocation de l'édit de Nantes. Cent-soixante-dix-huit familles font le voyage sur quatre bateaux, entre 1688 et 1691.
Les bateaux empruntaient une voie maritime longue, par l’extrémité nord des îles Britanniques, pour éviter les navires français, naviguant quatre mois avec une forte mortalité. On dénombre plus de trente décès pour deux d'entre eux. La majorité des réfugiés ne possède rien ou presque rien en arrivant. Arrivées au Cap, ces 178 familles représentent à elles seules le sixième d'une colonie qui en représente environ un millier et qui avait récupéré après sa création 190 esclaves noirs dans une colonie portugaise des Indes. Une enquête publiée dans le Sunday Times Magazine du 4 octobre 1981, indique que sur les 36 noms les plus usités en Afrique du Sud, neuf sont d'origine huguenote.
Ces protestants sont originaires pour l'essentiel de deux groupes de régions, l'une s'étendant en arc de cercle du comté de Flandre à la Saintonge, l'autre allant du Dauphiné au Languedoc en passant par la Provence. Un quart vient du Luberon. Ils demandèrent à être regroupés et à bénéficier d’une gestion ecclésiale, avec élection conforme à leur tradition démocratique.
« Parmi eux, il y a des viticulteurs, des spécialistes de la production d’eau de vie et de vinaigre ; de la sorte, nous espérons qu’ils pourvoiront à la pénurie de certains produits dont vous vous plaignez », écrit la Compagnie des Indes orientales, qui leur attribuaient fermes, outils, instruments, graines, remboursés plus tard.
Les plants de vigne passent de cent en 1655, trois ans après l’arrivée de Jan van Riebeeck, à 1,5 million en 1700, dont 40 000 pour les frères de Villiers et autant pour Jean Roy, de Lourmarin (Luberon). Le vin d'Afrique du Sud, septième producteur mondial, est concentré à 90 % dans l'ex-colonie huguenote.

### Dans l'océan Indien
De 1691 à 1693, une colonie de flibustiers huguenots a vécu dans l'océan Indien sur l'île Rodrigues, mais sans parvenir à se développer. Cette première colonie permanente établie par le huguenot François Leguat et sept de ses compagnons avait été mandatée sur ordre du marquis du Quesne. Partis d'Amsterdam le 10 juillet 1690 sur la frégate l'Hirondelle, les huit compagnons quittèrent l'île au bout de deux ans sur un radeau de fortune… faute de femmes dans leur exil volontaire. Le récit détaillé de ce voyage par François Leguat dans ses mémoires contribua à faire connaître Rodrigues dans les îles avoisinantes de l'océan Indien : en 1737, ce sont des Français de l'île Maurice et de La Réunion qui leur ont succédé dans l'île.

### En Amérique latine
Du hameau de Costeroux, dans le Queyras, Paul Ebren et son épouse, Marguerite Eyméoud, émigrent, vers 1685, au Mexique. Il meurt à Guadalajara, à une époque où les émigrants non-espagnols sont encore très rares en Amérique latine.
À la même époque, on retrouve des huguenots dans le Darien, à la frontière de la Colombie et du Panama, où ils vivent avec les indiens Cunas, dans l'archipel de San Blas, dans ce qui deviendra au XXe siècle le territoire autonome de Cuna Yala, au sein de la province du Darién.
En 1688 et 1689, ils organisent régulièrement le Rendez-vous de l'île d'Or, qui consiste à faire traverser une armée de flibustiers anglais écossais et huguenots à travers les jungles de l'isthme, pour accéder aux mers du Sud, une tradition qui remonte aux exploits de Francis Drake et Guillaume Le Testu à la fin du siècle précédent. En 1715, la communauté compte environ 800 personnes dont plusieurs couples mixtes entre Européens et Cunas, et cultive le cacao.

## Représentants célèbres

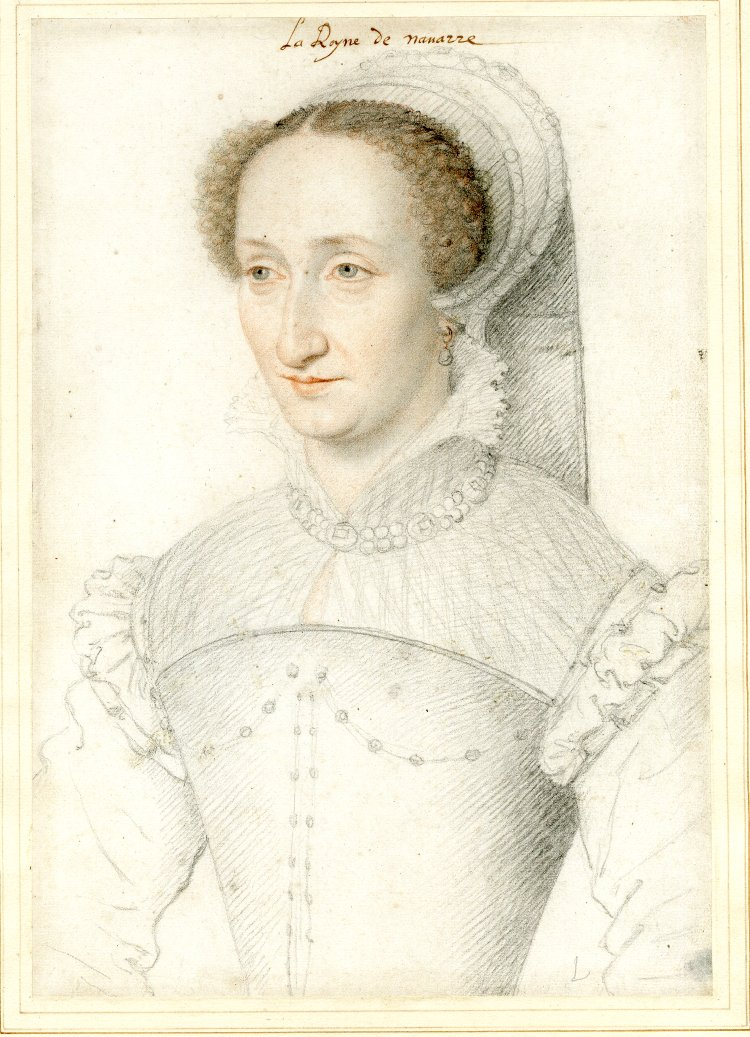
Jeanne d'Albret.

- Fils de Jeanne d'Albret, le futur Henri IV est forcé d'abjurer pour sauver sa vie lors du massacre de la Saint-Barthélemy (24 août 1572), puis pour prétendre à la couronne de France en 1593. Pendant son règne, il restaure la paix civile en France en signant l'édit de Nantes (13 avril 1598) et en donnant certaines places fortes aux protestants.
- Le maréchal Frédéric-Armand de Schomberg, héros des guerres allemandes qui permirent l'essor de la Prusse et de la ville de Berlin, était l'un des chefs militaires de la Glorieuse Révolution anglaise de 1688, à la tête de 3 300 huguenots.
- Des écrivains et journalistes huguenots ont créé les premiers grands journaux lors de la révolution financière britannique, contribuant à l'histoire de la presse écrite : le Post Man de Jean de Fonvive[72], le Post Boy d'Abel Boyer (1667-1729), arrivé de Castres en 1689, le Gentleman's Journal de Pierre-Antoine Motteux[73], et le Daily Courant du libraire Edward Mallet.
- Olivier de Serres est à l'origine du développement de la culture de la soie en Europe. Il a causé ainsi la ruine du commerce de Venise.
- Ambroise Paré, chirurgien des rois, est à l'origine de plusieurs instruments de médecine actuelle.
- Jean Bérenger, comte d'Empire, pair de France, fils du pasteur au désert « Colombe », fut l'un des instigateurs du coup d'État du 18 Brumaire et l'auteur du Décret impérial de 1807 sur la Cour des Comptes.
- La famille Van Robais fonde à Abbeville, avec le soutien de Colbert, une manufacture de draps en 1665. Elle emploie jusqu'à 1 600 ouvriers[74]. Il est parti à Amsterdam après la révocation de l'édit de Nantes, suivie par de nombreux huguenots de la région.
- Le film The Patriot de Roland Emmerich s'inspire des faits d'armes de Francis Marion, héros de la guerre d'indépendance des États-Unis, lieutenant-colonel dans l'Armée continentale puis général de brigade dans la milice de Caroline du Sud.

## Postérité

### Personnalités
Les personnalités des pays du refuge dont les noms trahissent l'origine française et dont les généalogies remontent à un émigré huguenot sont trop nombreuses pour être citées ici. On se bornera à quelques exemples :

#### Allemagne
- Philippe Mercier (1689-1760), peintre ;
- David Gilly (1748-1808), architecte prussien qui fut directeur de l'Académie d'architecture de Berlin ;
- Emil du Bois-Reymond (1818-1896), physiologiste ;
- Theodor Fontane (1819-1898), écrivain ;
- Hermann von François (1856-1933), général ;
- Albert von Le Coq (1856-1933), archéologue et explorateur de l’Asie centrale ;
- Wilhelm Souchon (1864-1946), amiral commandant la division Méditerranée de la Kaiserliche Marine en 1914, directement responsable de l'entrée en guerre de l'Empire ottoman à la suite du raid sur Odessa ;
- Hans-Joachim Marseille (1919-1942), pilote de chasse qui s'est illustré durant la Seconde Guerre mondiale ;
- Lothar de Maizière (1940-), Premier ministre (1989-1990) de la RDA à avoir été démocratiquement élu ;
- Thomas de Maizière (1954-), nommé ministre fédéral de l'Intérieur d'Allemagne par Angela Merkel en octobre 2009, puis ministre fédéral de la Défense d'Allemagne en mars 2011.

#### États-Unis
- Franklin Delano Roosevelt (1882-1945), 32e président des États-Unis, se réclamait de son ascendance huguenote remontant à Philippe de La Noye, huguenot installé aux Pays-Bas.

#### Irlande
- Louis Crommelin (1653-1727), industriel de Saint-Quentin, passé par les Pays-Bas, qui fonda l'industrie du lin en Irlande, à Lisburn.

#### Pays-Bas
- François Daniël Changuion (1766-1850), secrétaire du gouvernement provisoire (le triumvirat sous Van Hogendorp) en 1813, commissaire général des troupes britanniques, premier envoyé aux États-Unis d'Amérique, élevé à la noblesse néerlandaise en 1815 ;
- Jean Chrétien Baud (nl) (1789-1859), ministre de la Marine, ministre des Colonies et gouverneur général des Antilles néerlandaises (1833-1836) ;
- Félix Albert Théodore Delprat (nl) (1812-1888), ministre de la Défense (1872) ;
- Willem Hendrik de Beaufort (nl) (1845-1918), ministre des Affaires étrangères de 1897 à 1901 ;
- Jean Jacques Rambonnet (nl) (1864-1943), vice-amiral, ministre par intérim des Colonies (en 1916) et de la Défense (en 1917) et, curieusement, chef scout des Pays-Bas (1928-1937).

#### Russie
- Pierre-Karl Fabergé (1846-1920), joaillier dont la famille, originaire de Picardie, s'était d'abord installée en Allemagne[75].

#### Royaume-Uni
- Henri de Massué (1648-1720), marquis de Ruvigny, vicomte puis comte de Galway, membre du Privy Council ;
- David Le Marchand (1674-1726), sculpteur sur ivoire ;
- John Jean Louis de Ligonier (1680-1770), Field Marshal britannique.

### Persistance du réseau huguenot
Fondé en 1915 pendant la Première Guerre mondiale, le Comité protestant des amitiés françaises à l’étranger, renommé Amitiés huguenotes internationales, prolonge cette diaspora française à l'étranger et constitue un lien moral destiné à unir les descendants de huguenots du monde entier.

### Musées
Dans les principaux pays du refuge huguenot se trouvent des musées et mémoriaux rappelant les tribulations des huguenots et l'historique de leur implantation locale.